# Campionato mondiale di Formula 1 1979

Jody Scheckter fu il primo (e per ora unico) pilota africano ad aggiudicarsi il titolo mondiale piloti.

Il campionato mondiale di Formula 1 1979 organizzato dalla FIA è stato, nella storia della categoria, il 30° ad assegnare il campionato piloti e il 22° ad assegnare il campionato costruttori. È iniziato il 21 gennaio e terminato il 7 ottobre, dopo 15 gare, una in meno della stagione precedente. Il titolo dei piloti è andato per la prima volta a Jody Scheckter e il titolo costruttori per la sesta volta alla Ferrari.

## La pre-stagione

### Il calendario
Il numero di gran premi scese di un'unità rispetto al 1978: inizialmente in calendario vi era anche il Gran Premio di Svezia, previsto per il 16 giugno. Il Gran Premio di Spagna scambiò il suo posizionamento in calendario con il Gran Premio di Monaco, tornando così prima gara iridata in Europa della stagione. Il Gran Premio di Watkins Glen tornò invece ultima gara stagionale, al posto del Gran Premio del Canada.
| Gara | Nome ufficiale del gran premio         | Circuito                                   | Sede                       | Data         | Ora    | Ora   | Ora   | Diretta TV              |
| Gara | Nome ufficiale del gran premio         | Circuito                                   | Sede                       | Data         | Locale | UTC   | ITA   | Diretta TV              |
| ---- | -------------------------------------- | ------------------------------------------ | -------------------------- | ------------ | ------ | ----- | ----- | ----------------------- |
| 1    | Gran Premio de la Republica Argentina  | Autódromo Municipal Ciudad de Buenos Aires | Buenos Aires               | 21 gennaio   | 14:30  | 17:30 | 18:30 | Rete 2                  |
| 2    | Grande Prêmio do Brasil                | Circuito di Interlagos                     | San Paolo                  | 4 febbraio   | 12:00  | 15:00 | 16:00 | Rete 2                  |
| 3    | The Simba Grand Prix of South Africa   | Circuito di Kyalami                        | Midrand                    | 3 marzo      | 14:15  | 12:15 | 13:15 | Rete 1                  |
| 4    | Lubi Lon United States Grand Prix West | Circuito di Long Beach                     | Long Beach                 | 8 aprile     | 13:00  | 21:00 | 22:00 | Rete 1                  |
| 5    | Gran Premio de España                  | Circuito permanente del Jarama             | San Sebastián de los Reyes | 29 aprile    | 15:00  | 14:00 | 15:00 | Rete 2                  |
| 6    | Grote Prijs van Belgie                 | Circuito Terlaemen di Zolder               | Heusden-Zolder             | 13 maggio    | 15:00  | 14:00 | 15:00 | Rete 2                  |
| 7    | Grand Prix Automobile de Monaco        | Circuito di Monte Carlo                    | Monaco                     | 27 maggio    | 15:30  | 13:30 | 15:30 | Rete 2 / Telemontecarlo |
| 8    | Grand Prix de France                   | Circuito di Digione-Prenois                | Prenois                    | 1º luglio    | 14:00  | 12:00 | 14:00 | Rete 2                  |
| 9    | Marlboro British Grand Prix            | Circuito di Silverstone                    | Silverstone                | 14 luglio    | 15:00  | 13:00 | 15:00 | Rete 1                  |
| 10   | Großer Preis von Deutschland           | Hockenheimring                             | Hockenheim                 | 29 luglio    | 14:00  | 12:00 | 14:00 | Rete 2                  |
| 11   | Großer Preis von Österreich            | Österreichring                             | Spielberg bei Knittelfeld  | 12 agosto    | 13:30  | 11:30 | 13:30 | Non trasmesso           |
| 12   | Grote Prijs van Nederland              | Zandvoort Park                             | Zandvoort                  | 26 agosto    | 15:00  | 13:00 | 15:00 | Rete 2                  |
| 13   | Gran Premio d'Italia                   | Autodromo nazionale di Monza               | Monza                      | 9 settembre  | 15:30  | 13:30 | 15:30 | Rete 2                  |
| 14   | Grand Prix du Canada                   | Circuit de l'île Notre-Dame                | Montréal                   | 30 settembre | 14:30  | 18:30 | 19:30 | Rete 2                  |
| 15   | Toyota Grand Prix of the United States | Watkins Glen International                 | Watkins Glen               | 7 ottobre    | 14:05  | 18:05 | 19:05 | Non trasmesso           |

### Accordi e fornitori

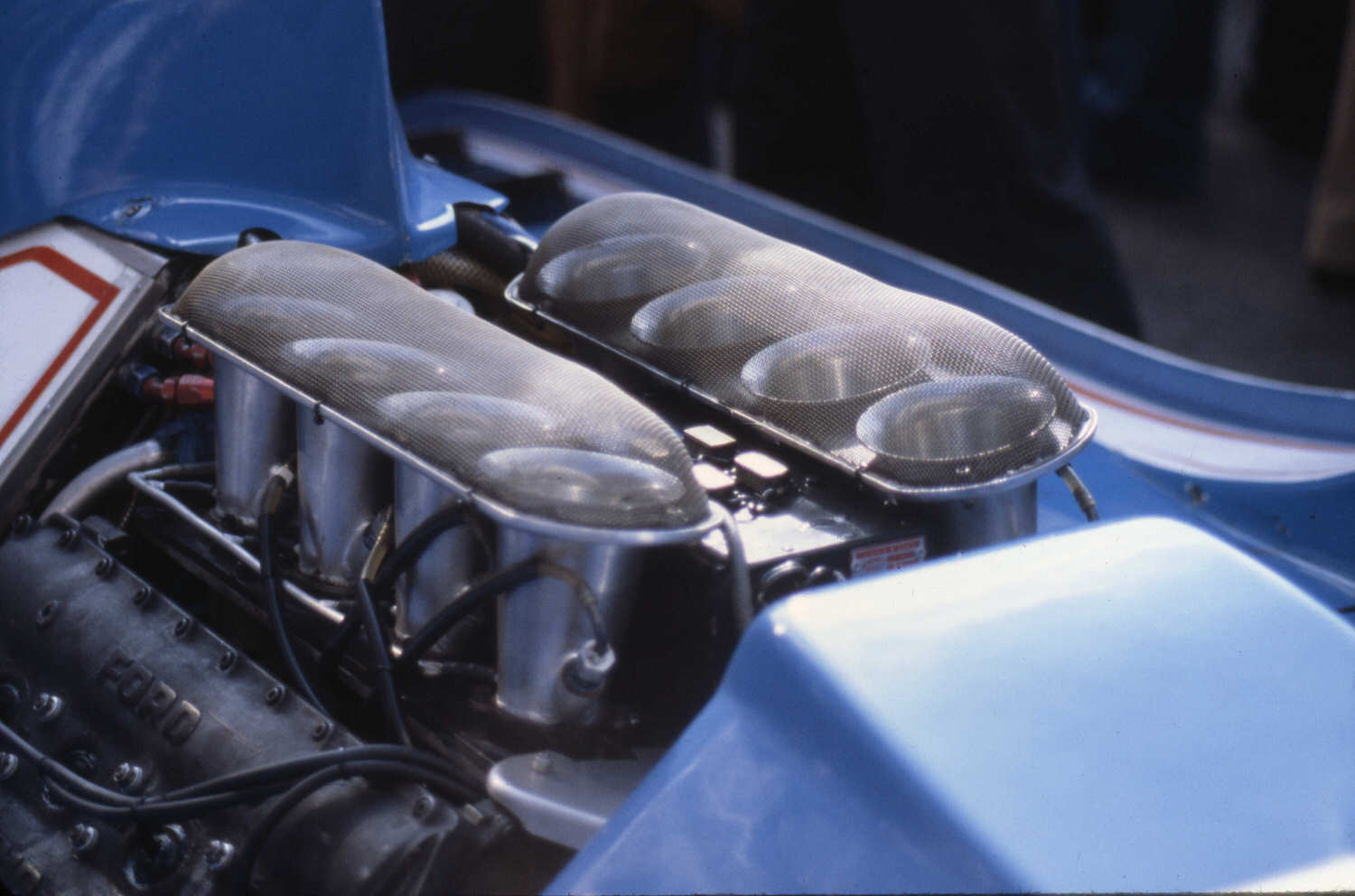
Un motore Ford Cosworth DFV montato sulla Ligier. La casa francese nel 1979 adottò il DFV dopo l'abbandono della Matra.

La Matra, che nel 1978 aveva fornito i suoi motori V12 alla Ligier, abbandonò il mondiale. La scuderia francese adottò, in sostituzione, il tradizionale V8 Ford Cosworth DFV.
La Brabham divenne così la sola scuderia a non essere fornita dalla Ford Cosworth ma dall'Alfa Romeo, sempre tenendo conto che la Ferrari e la Renault costruivano in proprio il propulsore. Il rapporto tra Brabham e Alfa, che scadeva al termine del 1978, venne rinnovato pur nell'incertezza del team inglese, scontento della volontà della casa milanese di far debuttare una propria monoposto. Nel Gran Premio del Canada, infine, la Brabham abbandonò i motori dell'Alfa Romeo e tornò a utilizzare il tradizionale Ford Cosworth DFV.
Non vi furono novità in merito agli pneumatici. Tutte le scuderie, con le sole eccezioni di Ferrari e Renault appoggiate dalla Michelin, continuarono il loro rapporto con la Goodyear. La casa statunitense fornì gratuitamente gli pneumatici a nove scuderie soltanto: Arrows, Brabham, Copersucar-Fittipaldi, Ligier, Lotus, McLaren, Tyrrell, Williams e Wolf. La Goodyear decise inoltre di privilegiare nella fornitura degli pneumatici "superveloci" da qualifica, i piloti meglio classificatisi nel 1978 con le sue coperture (Mario Andretti, Niki Lauda, Patrick Depailler e John Watson), oltre ai tre migliori nella prima sessione di prove di ciascun gran premio. L'Alfa Romeo venne gommata dalla Goodyear, anche se inizialmente venne prospettato l'impiego delle gomme Michelin.

La Lotus venne sponsorizzata dalla Martini Racing e adottò una livrea verde.

Nel corso del weekend del Gran Premio di Germania 1978 venne annunciata la nascita del campionato ProCar quale supporto delle gare di Formula 1, a partire dalla stagione 1979. Il campionato utilizzava vetture BMW M1, e impiegava anche piloti della massima formula. Le gare si tenevano, per lo più, sulle stesse piste europee del mondiale di Formula 1, al sabato pomeriggio, dopo la fine delle sessioni di prova della massima formula.
In merito agli abbinamenti commerciali, la First National City Bank, decise di limitare il suo piano di sponsorizzazioni all'America; per tale ragione terminò l'appoggio alla Tyrrell. La casa britannica venne avvicinata all'accordo con la Martini & Rossi, che invece poi sponsorizzò la Lotus. La Martini tornò in Formula 1, come sponsor, dopo una stagione di assenza, firmando un contratto biennale da due miliardi di lire. La Tyrrell, in assenza di sponsorizzazione, decise di affittare, gran premio per gran premio, la pubblicità sulle sue monoposto, con una tariffa di 50.000 dollari per gara. Dal Gran Premio del Belgio la scuderia poi ottenne l'appoggio della Candy, azienda italiana produttrice di elettrodomestici.
L'Arrows confermò l'accordo con la Warsteiner, azienda tedesca produttrice di birra, per 750.000 sterline.

## Scuderie e piloti

### Scuderie

Arturo Merzario, qui nel GP d'Argentina, proseguì nel suo impegno come costruttore.

Si mise in dubbio la partecipazione dell'Arrows al campionato, in seguito alla vicenda della copiatura della vettura della Shadow, per la quale era stata condannata nel 1978. Si prospettò l'ipotesi che all'Arrows potesse essere ritirata la licenza.
La Surtees abbandonò il mondiale di F1 al termine della stagione 1978. La casa britannica, che aveva esordito nel Gran Premio di Gran Bretagna 1970 come costruttore autonomo, con lo stesso John Surtees alla guida, aveva ottenuto, in nove stagioni, 2 podi, tre giri veloci e 53 punti. Il miglior risultato in una gara iridata erano stati il secondo posto di Mike Hailwood nel Gran Premio d'Italia 1972. Con lo stesso John Surtees al volante aveva vinto l'International Gold Cup 1970 e 1971, gare però non valide per il campionato. John Surtees giustificò la decisione per la difficoltà di trovare un buon pilota, da cui derivava l'impossibilità di comunicare alla CSI la composizione della squadra entro il 1º dicembre 1978, e per la politica seguita dalla Goodyear nell'allocazione degli pneumatici. La scuderia confermò però il suo impegno ancora per la Formula Aurora.
Uscirono dal mondiale quasi tutte le scuderie private, che impiegavano telai costruiti da altri. Rimase la sola Rebaque, che si affidò inizialmente a una Lotus 79-Ford Cosworth, vettura che nella stagione 1978 aveva vinto il titolo piloti con Mario Andretti, e quello per i costruttori. Héctor Rebaque aveva annunciato di avere un'opzione per la fornitura delle vetture britanniche fino al 1981.
Nel Gran Premio di Spagna fece il suo esordio nel mondiale la scuderia tedesca Willi Kauhsen Racing Team. La scuderia, che avrebbe dovuto fare già il suo esordio nel corso del mondiale 1978, utilizzando un telaio fornito dalla giapponese Kojima, era stata esclusa inizialmente per non aver saldato la tassa d'iscrizione al campionato, che era di 30.000 dollari, per tutte le scuderie che non avevano marcato punti nel mondiale precedente. L'importo veniva comunque restituito al termine della stagione. Una volta saldata la tassa d'iscrizione, e la multa, la scuderia tedesca venne ammessa a partecipare al mondiale, anche se senza la possibilità di marcare punti validi per la classifica piloti e la Coppa Costruttori. L'avventura della scuderia tedesca durò soli due gran premi, poi il materiale venne acquistato dalla Merzario.
Nel successivo Gran Premio di Zolder l'Alfa Romeo tornò in Formula 1 direttamente come costruttore. L'ultima apparizione risaliva al Gran Premio di Spagna 1951. L'Alfa tornò nel campionato utilizzando la struttura dell'Autodelta, nome ufficiale della scuderia al mondiale. L'Alfa saltò il gran premio di Monaco, così come il Team Rebaque. La casa milanese saltò anche il GP di Gran Bretagna, il GP di Germania, pur avendo precedentemente annunciato la sua presenza a Hockenheim, il Gran Premio d'Austria e il Gran Premio d'Olanda.
L'Alfa tornò solo nel Gran Premio d'Italia ove la Rebaque presentò per la prima volta la vettura costruita in proprio, che sostituiva la Lotus 79, fino a quel momento utilizzata.

### Piloti

Elio De Angelis esordì in F1 nel Gran Premio d'Argentina 1979 al volante di una Shadow.

Il "mercato" fu caratterizzato da una vera e propria girandola di piloti. Il 17 agosto 1978 era stato ufficializzato il passaggio di Jody Scheckter dalla Wolf alla Scuderia Ferrari per la stagione 1979. Si prospettò inizialmente che Gilles Villeneuve potesse prenderne il posto nella scuderia canadese ma, a sorpresa, fu invece Carlos Reutemann ad abbandonare la scuderia di Maranello. L'argentino passò alla Lotus (dove venne preferito a Clay Regazzoni e Bruno Giacomelli), per affiancare il campione del mondo uscente, Mario Andretti. L'italoamericano, dal canto suo, annunciò un accordo con la Lotus fino alla stagione 1981.
Alla Wolf, al posto di Scheckter, arrivò James Hunt. In McLaren, a far coppia con Patrick Tambay sarebbe dovuto giungere Ronnie Peterson, ma il pilota svedese morì a causa delle ferite riportare in un incidente nel corso del Gran Premio d'Italia 1978. Venne così messo sotto contratto il nordirlandese John Watson, che lasciò il suo volante della Brabham al giovane brasiliano Nelson Piquet. Piquet, che già aveva corso con la scuderia di Bernie Ecclestone il Gran Premio del Canada 1978, venne ingaggiato anche grazie all'apporto di una sponsorizzazione da 500.000 dollari.
Nel corso del fine settimana del Gran Premio del Canada 1978 Clay Regazzoni annunciò il suo passaggio alla Williams per la stagione. Frank Williams affermò che la sua scelta era ricaduta su Regazzoni in luogo della sua esperienza, preferendolo così a Bruno Giacomelli. La scuderia britannica confermò anche Alan Jones, impiegando perciò due vetture nella stagione.
Anche la Ligier passò a due vetture: a Jacques Laffite venne affiancato Patrick Depailler, impegnato nel 1978 con la Tyrrell. Alla casa britannica giunse Jean-Pierre Jarier (impiegato in vari gran premi nel 1978 da ATS e Lotus a far coppia con Didier Pironi). La Renault confermò Jean-Pierre Jabouille affiancandogli René Arnoux, che nella stagione precedente aveva esordito con la Martini, e corso anche per la Surtees. Furono ben 7 i piloti francesi al via del mondiale.
Il tedesco Jochen Mass abbandonò l'ATS e passò all'Arrows, dove rimase invece Riccardo Patrese, che affermò di aver rifiutato un'offerta dell'Alfa Romeo. Mass fu sostituito dall'altro tedesco Hans-Joachim Stuck, che nel 1978 aveva corso per la Shadow. Quest'ultima si affidò a due debuttanti: l'olandese Jan Lammers (che aveva vinto nel 1978 il campionato europeo di F3) e il romano Elio De Angelis, che si era imposto nel campionato italiano di F3 1977 e aveva disputato, nel 1978, il campionato europeo di F2.
Nel Gran Premio di Spagna la neoentrata Kauhsen si affidò a Gianfranco Brancatelli, pilota torinese all'esordio nel mondiale, con una certa esperienza in Formula 2. Inizialmente la Kauhsen aveva utilizzato come pilota, nei test, il belga Patrick Nève.
Dal GP di Zolder l'Alfa Romeo impiegò Bruno Giacomelli, pilota con già con 6 gran premi alle spalle, nel biennio 1977-1978, alla McLaren. Nel Gran Premio di Monaco il pilota torinese Gianfranco Brancatelli, sostituì l'infortunato Arturo Merzario (il comasco subì un infortunio alla mano destra all'officina di Carate Brianza e dovette portare il gesso per tre settimane). Inizialmente il posto era stato offerto a Vittorio Brambilla, ma il monzese non aveva accettato l'invito.

Jacky Ickx, qui impegnato a Monza, sostituì l'infortunato Patrick Depailler alla Ligier.

Il 3 giugno Patrick Depailler si procurò fratture multiple al femore, alla caviglia e alla mano destra durante un'escursione in deltaplano sul Puy-de-Dôme, vicino a Clermont-Ferrand; con una prognosi di circa tre mesi a parte il recupero, la sua stagione di fatto terminò e la Ligier dovette cercare un sostituto, trovato nell'esperto belga Jacky Ickx (con all'attivo già 106 gran premi disputati), che mancava nel campionato mondiale di F1 dal Gran Premio di Svezia 1978 corso con l'Ensign. Inizialmente sembrò che la Ligier fosse orientata a preferire un pilota francese, Michel Leclère.
Dopo aver annunciato già a marzo la sua volontà di abbandonare la F1 al termine della stagione James Hunt, a giugno, decise il suo ritiro immediato dalle competizioni; la Wolf ingaggiò così Keke Rosberg, che aveva già disputato nove gran premi nel corso della stagione 1978 con Theodore Racing (utilizzando in tre occasioni un telaio della Wolf) e ATS.
Dal Gran Premio di Francia Arturo Merzario tornò al volante della sua vettura, ormai ristabilito, e così fece anche Héctor Rebaque, che presentò nuovamente la sua Lotus 79 privata. All'Ensign il francese Patrick Gaillard prese il posto di Derek Daly, che aveva rotto il contratto con la casa inglese. Gaillard, all'esordio nella massima formula, era giunto terzo nel campionato europeo di F3 1978. Si rivide anche l'Alfa, sempre con Bruno Giacomelli quale unico pilota.
Jean-Pierre Jarier della Tyrrell non poté prendere parte al Gran Premio di Germania per un'epatite. Inizialmente venne indicato come suo sostituto Bruno Giacomelli, che fino a quel momento era stato l'unico pilota presentato dall'Alfa. Proprio la casa milanese, pur non presente all'evento, pose un veto alla sua partecipazione. La Tyrrell decise così di impiegare Geoff Lees, pilota britannico che però non era fornito di licenza per correre in F1, che gli venne però rapidamente concessa. Lees aveva tentato, senza successo, di qualificarsi al Gran Premio di Gran Bretagna 1978 con l'Ensign. Nella gara seguente Lees venne sostituito da Derek Daly, che a inizio stagione aveva corso per l'Ensign. Dopo due gare d'assenza, al Gran Premio d'Olanda Jarier tornò a essere il pilota della Tyrrell.
A Monza l'Ensign fece esordire lo svizzero Marc Surer, mentre l'Alfa portò due vetture: una per Giacomelli, e una per Vittorio Brambilla, che mancava dall'incidente dell'edizione 1978. Nel gran premio seguente, in Canada, la Tyrrell affidò una terza vettura a Derek Daly, già impiegato in Austria, sulla quale venne montata una telecamera. La Copersucar iscrisse una seconda vettura, per Alex-Dias Ribeiro, pilota brasiliano che mancava dal mondiale dal Gran Premio del Giappone 1977. A causa dell'alto numero di iscritti gli organizzatori volavano effettuare delle prequalifiche, alle quali sarebbero state costrette anche le due Alfa Romeo. La casa milanese decise perciò in un primo momento di ritirarsi dal gran premio; successivamente si giunse a un compromesso in cui alla casa venne concesso di partecipare alle prove del sabato ma con una sola vettura. Venne così scelto il solo Bruno Giacomelli, che però declinò l'invito adducendo la non perfetta preparazione della vettura, dovuta all'assenza di prove libere. Fu così Vittorio Brambilla a prenderne il posto.
Dopo la prima sessione di prove libere, dove aveva ottenuto il diciottesimo tempo, Niki Lauda annunciò il suo ritiro immediato dalle corse, per dedicarsi alla sua compagnia aerea, la Lauda Air.
Lauda aveva corso 114 gran premi iridati, con 17 successi (più due vittorie non titolate), 24 pole, 16 giri veloci e si era laureato campione del mondo piloti nel 1975 e 1977 con la Ferrari. Il pilota austriaco venne sostituito da Ricardo Zunino, pilota argentino all'esordio in F1, presente a Montréal come spettatore. Zunino venne confermato anche per il gran premio seguente, quello degli USA-Est.

### Tabella riassuntiva
I seguenti piloti e costruttori presero parte al campionato del mondo di Formula 1 nella stagione 1979.
| Team                                                    | Costruttore        | Telai              | Motore                            | Gomme | No | Piloti                 |
| ------------------------------------------------------- | ------------------ | ------------------ | --------------------------------- | ----- | -- | ---------------------- |
| Martini Racing Team Lotus                               | Lotus-Ford         | 79 80              | Ford Cosworth DFV                 | G     | 1  | Mario Andretti         |
| Martini Racing Team Lotus                               | Lotus-Ford         | 79 80              | Ford Cosworth DFV                 | G     | 2  | Carlos Reutemann       |
| Team Tyrrell Candy Tyrrell Team                         | Tyrrell-Ford       | 009                | Ford Cosworth DFV                 | G     | 3  | Didier Pironi          |
| Team Tyrrell Candy Tyrrell Team                         | Tyrrell-Ford       | 009                | Ford Cosworth DFV                 | G     | 4  | Jean-Pierre Jarier     |
| Team Tyrrell Candy Tyrrell Team                         | Tyrrell-Ford       | 009                | Ford Cosworth DFV                 | G     | 4  | Geoff Lees             |
| Team Tyrrell Candy Tyrrell Team                         | Tyrrell-Ford       | 009                | Ford Cosworth DFV                 | G     | 4  | Derek Daly             |
| Team Tyrrell Candy Tyrrell Team                         | Tyrrell-Ford       | 009                | Ford Cosworth DFV                 | G     | 33 | Derek Daly             |
| Parmalat Racing Team                                    | Brabham-Alfa Romeo | BT46BT48           | Alfa Romeo 115-12 Alfa Romeo 1260 | G     | 5  | Niki Lauda             |
| Parmalat Racing Team                                    | Brabham-Alfa Romeo | BT46BT48           | Alfa Romeo 115-12 Alfa Romeo 1260 | G     | 5  | Ricardo Zunino         |
| Parmalat Racing Team                                    | Brabham-Ford       | BT49               | Ford Cosworth DFV                 | G     | 6  | Nelson Piquet          |
| Marlboro Team McLaren Löwenbräu Team McLaren            | McLaren-Ford       | M26 M28 M29        | Ford Cosworth DFV                 | G     | 7  | John Watson            |
| Marlboro Team McLaren Löwenbräu Team McLaren            | McLaren-Ford       | M26 M28 M29        | Ford Cosworth DFV                 | G     | 8  | Patrick Tambay         |
| ATS Wheels                                              | ATS-Ford           | D2 D3              | Ford Cosworth DFV                 | G     | 9  | Hans-Joachim Stuck     |
| Scuderia Ferrari SpA SEFAC                              | Ferrari            | 312T3 312T4 312T4B | Ferrari Tipo 015                  | M     | 11 | Jody Scheckter         |
| Scuderia Ferrari SpA SEFAC                              | Ferrari            | 312T3 312T4 312T4B | Ferrari Tipo 015                  | M     | 12 | Gilles Villeneuve      |
| Fittipaldi Automotive                                   | Fittipaldi-Ford    | F5A F6 F6A         | Ford Cosworth DFV                 | G     | 14 | Emerson Fittipaldi     |
| Fittipaldi Automotive                                   | Fittipaldi-Ford    | F5A F6 F6A         | Ford Cosworth DFV                 | G     | 19 | Alex Ribeiro           |
| Équipe Renault Elf                                      | Renault            | RS01 RS10          | Renault-Gordini EF1               | M     | 15 | Jean-Pierre Jabouille  |
| Équipe Renault Elf                                      | Renault            | RS01 RS10          | Renault-Gordini EF1               | M     | 16 | René Arnoux            |
| Samson Shadow Racing Team Interscope Shadow Racing Team | Shadow-Ford        | DN9                | Ford Cosworth DFV                 | G     | 17 | Jan Lammers            |
| Samson Shadow Racing Team Interscope Shadow Racing Team | Shadow-Ford        | DN9                | Ford Cosworth DFV                 | G     | 18 | Elio De Angelis        |
| Olympus Cameras Wolf Racing                             | Wolf-Ford          | WR7 WR8 WR9        | Ford Cosworth DFV                 | G     | 20 | James Hunt             |
| Olympus Cameras Wolf Racing                             | Wolf-Ford          | WR7 WR8 WR9        | Ford Cosworth DFV                 | G     | 20 | Keke Rosberg           |
| Team Ensign                                             | Ensign-Ford        | MN177 MN179        | Ford Cosworth DFV                 | G     | 22 | Derek Daly             |
| Team Ensign                                             | Ensign-Ford        | MN177 MN179        | Ford Cosworth DFV                 | G     | 22 | Patrick Gaillard       |
| Team Ensign                                             | Ensign-Ford        | MN177 MN179        | Ford Cosworth DFV                 | G     | 22 | Marc Surer             |
| Team Merzario                                           | Merzario-Ford      | A1B A2 A4          | Ford Cosworth DFV                 | G     | 24 | Arturo Merzario        |
| Team Merzario                                           | Merzario-Ford      | A1B A2 A4          | Ford Cosworth DFV                 | G     | 24 | Gianfranco Brancatelli |
| Ligier Gitanes                                          | Ligier-Ford        | JS11               | Ford Cosworth DFV                 | G     | 25 | Patrick Depailler      |
| Ligier Gitanes                                          | Ligier-Ford        | JS11               | Ford Cosworth DFV                 | G     | 25 | Jacky Ickx             |
| Ligier Gitanes                                          | Ligier-Ford        | JS11               | Ford Cosworth DFV                 | G     | 26 | Jacques Laffite        |
| Albilad-Saudia Racing Team                              | Williams-Ford      | FW06 FW07          | Ford Cosworth DFV                 | G     | 27 | Alan Jones             |
| Albilad-Saudia Racing Team                              | Williams-Ford      | FW06 FW07          | Ford Cosworth DFV                 | G     | 28 | Clay Regazzoni         |
| Warsteiner Arrows Racing Team                           | Arrows-Ford        | A1B A2             | Ford Cosworth DFV                 | G     | 29 | Riccardo Patrese       |
| Warsteiner Arrows Racing Team                           | Arrows-Ford        | A1B A2             | Ford Cosworth DFV                 | G     | 30 | Jochen Mass            |
| Team Rebaque                                            | Lotus-Ford         | 79                 | Ford Cosworth DFV                 | G     | 31 | Héctor Rebaque         |
| Team Rebaque                                            | Rebaque-Ford       | HR100              | Ford Cosworth DFV                 | G     | 31 | Héctor Rebaque         |
| Autodelta                                               | Alfa Romeo         | 177 179            | Alfa Romeo 1260 Alfa Romeo 115-12 | G     | 35 | Bruno Giacomelli       |
| Autodelta                                               | Alfa Romeo         | 177 179            | Alfa Romeo 1260 Alfa Romeo 115-12 | G     | 36 | Vittorio Brambilla     |
| Willi Kauhsen Racing Team                               | Kauhsen-Ford       | WK1                | Ford Cosworth DFV                 | G     | 36 | Gianfranco Brancatelli |

## Circuiti e gare
Non vi furono novità tra i circuiti e le gare previste dal mondiale. Saltò solo il Gran Premio di Svezia. Vi furono invece i soliti cambi di sede, dovuti all'alternanza fra circuiti della stessa nazione. Il Circuito di Silverstone tornò a ospitare il Gran Premio di Gran Bretagna, al posto di quello di Brands Hatch, così come il Circuito di Digione-Prenois fu sede del Gran Premio di Francia in luogo del Paul Ricard. Anche il Gran Premio del Brasile si tenne nuovamente sul Circuito di Interlagos, che prese il posto di quello di Jacarepaguà. La gara sudamericana fu però in dubbio per problemi finanziari. Il tracciato venne modificato leggermente alle curve do Sol, Sargento e Mergulho, portando la lunghezza a 7,873 km.
Il 22 maggio venne annunciato l'annullamento del Gran Premio di Svezia, a seguito della decisione della FISA di non considerarlo più valido quale prova iridata, a causa del ritardo degli organizzatori nel fornire le garanzie economiche previste. Tale decisione aveva, a sua volta, dissuaso i possibili finanziatori della gara svedese. Il numero di gare totali della stagione scendeva a 15. La FISA non accettò l'accordo che era stato trovato tra gli organizzatori e Bernie Ecclestone, e segnalò anche altre anomalie in merito alla tenuta della prova.
Il Zandvoort Park venne leggermente modificato all'altezza delle Hondenvlak, un velocissimo sinistra-destra da affrontare ad acceleratore completamente aperto che destava preoccupazioni per la sicurezza da parte degli organizzatori. I gestori del circuito, visto il brevissimo preavviso, risposero intervenendo sulla seconda Hondenvlak e realizzando una chicane temporanea. Questa nuova chicane venne criticata da molti piloti, tra cui Clay Regazzoni, che accusò Jody Scheckter, pilota a capo della commissione sicurezza, per come la stessa era stata concepita, sia perché non rallentava sufficientemente le vetture, sia per l'altezza dei cordoli, che potevano fungere da trampolino per le vetture.
Le problematiche ambientali e la scadenza dell'accordo tra i Comuni di Monza e Milano con la SIAS, la società che gestiva l'Autodromo di Monza, al 31 dicembre 1978, misero in dubbio la prosecuzione dell'attività sportiva sul tracciato monzese. Il 5 settembre 1978, con un comunicato congiunto, i due comuni coinvolti annunciarono di volere prolungare di un anno il contratto con la SIAS per la gestione del circuito. L'8 settembre 1978, comunque, l'AC Milano presentò il progetto per la costruzione di un nuovo autodromo, il Monza 2, che avrebbe sostituito l'autodromo presente, qualora l'attività sportiva sullo stesso fosse stata vietata per ragioni ambientali. Il tracciato, lungo 6,975 km, avrebbe ricalcato il disegno di quello del vecchio autodromo e sarebbe stato costruito in una zona ancora da individuare, a Nord di Milano.
Il 26 ottobre 1978 l'Automobile Club di Bologna annunciò l'accordo con Bernie Ecclestone, capo della FOCA, per la tenuta di un gran premio sul Circuito di Imola per tre stagioni. L'annuncio venne criticato dall'ACI, che si considerava l'unico soggetto intitolato per chiudere un tale accordo, così come dalla Commissione Sportiva Internazionale, unico ente predisposto per l'omologazione dei circuiti. Ecclestone giustificò la scelta, che avrebbe eliminato il Circuito di Monza dal calendario, non essendo previsti due gran premi in Italia, con la scarsa qualità delle strutture del tracciato brianzolo e dalla mancata progettazione dei lavori richiesti. Il presidente dell'ACI, Filippo Carpi de Resmini, ribadì la scelta del suo ente per far disputare il gran premio a Monza, accusando Ecclestone di voler gestire in proprio il Gran Premio d'Italia. Il 13 aprile 1979 vi fu un accordo per tenere il Gran Premio d'Italia a Monza e svolgere una gara fuori campionato a Imola, che a sua volta, avrebbe ospitato il gran premio nazionale nel 1980, introducendo quindi un'alternanza fra le due strutture.
Il tracciato brianzolo subì degli aggiornamenti. Venne ampliata la zona dei parcheggi sul retro del paddock e vennero costruiti nuovi box. La corsia dei box stessa venne ampliata a 11 metri di larghezza, contro i 9 precedenti. Sul rettilineo di partenza, onde evitare possibili imbottigliamenti al via, come accaduto nel tragico Gran Premio d'Italia 1978, dovuti al taglio da parte dei piloti della linea bianca che delimitava il tracciato, vennero inseriti nell'asfalto dei piccoli coni di gomma. Nel regolamento della gara venne anche stabilito che chi avesse superato la linea sarebbe stato penalizzato di un minuto. Vennero poi ampliate parti della pista, come la prima chicane, e molte vie di fuga, sia alla Curva Grande che alle Lesmo. Nei punti più pericolosi vennero anche sistemate della barriere fatte con gli pneumatici, per meglio assorbire gli eventuali impatti delle vetture contro il guardrail. Vennero infine abbattute delle piante alla Ascari per garantire maggiore visibilità e la stessa banchina venne arretrata.
Il Gran Premio d'Italia venne premiato per la prima volta col Race Promoters' Trophy , quale gran premio meglio organizzato nella stagione.
Venne prospettata anche la tenuta di un gran premio in Australia, che però non ebbe seguito. Ecclestone annunciò anche la possibilità che un gran premio potessere essere disputato nell'Est Europa, localizzato probabilmente in Unione Sovietica.

## Modifiche al regolamento

### Regolamento tecnico

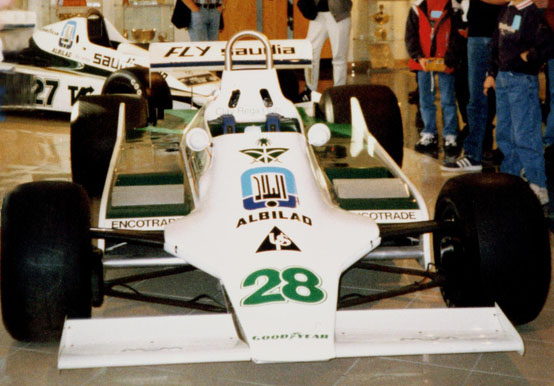
La Williams FW07 fu la dominatrice della seconda parte della stagione. Nella corsa al titolo il nuovo regolamento però penalizzava la scuderia inglese per i pochi punti ottenuti nella prima parte del campionato.

La Commissione Sportiva Internazionale fissò a Zandvoort, durante il fine settimana del Gran Premio d'Olanda 1978, una riunione per la decisione definitiva in merito alla regolarità dei vari accorgimenti aerodinamici presentati dalle scuderie di F1 negli ultimi tempi. La CSI decise di bandire, dal 1º gennaio 1979, l'utilizzo delle "minigonne", accogliendo la proposta dell'ing. Enrico Benzing. Una sottocommissione venne incaricata di studiare un nuovo regolamento. La decisione venne contrastata dalla FOCA, l'associazione dei costruttori, che minacciò di presentarsi al via del campionato senza tener conto di tale divieto, avendo già progettato le monoposto per la stagione 1979. Successivamente la CSI rivide la sua posizione e rinviò a data da destinarsi l'applicazione di tale messa al bando. Si ribadì il divieto di appendici aerodinamiche mobili, ma si permise che le appendici esistenti avessero un perimetro continuo libero non superiore al 20% della loro lunghezza.

### Regolamento sportivo
Il nuovo regolamento obbligava le scuderie iscritte al mondiale a partecipare a tutte le gare previste dal calendario. Le sedici gare, inizialmente previste, venivano divisi in due "gironi" da otto gare ciascuno: erano validi solo i quattro migliori risultati per girone. Da questa stagione tutte le vetture di un costruttore portavano punti validi per la classifica della Coppa Costruttori, e non solo la prima vettura giunta al traguardo.
Venne stabilito in 24 il numero massimo di piloti ammessi al via, e in 28 quelli ammessi alle qualifiche. Il numero di piloti al via veniva ridotto per le gare previste su un circuito cittadino. La CSI emise, prima dell'inizio del campionato, la lista delle 17 scuderie ufficiali ammesse al campionato, per un totale di 27 piloti. Qualsiasi altra scuderia che avesse voluto partecipare a una gara iridata avrebbe dovuto disputare le prequalifiche e i suoi piloti non avrebbero potuto segnare punti validi per il mondiale.

## Riassunto della stagione

### Gran Premio d'Argentina

Jacques Laffite conquistò pole, vittoria e giro più veloce nel GP d'Argentina.

Alla partenza, alla curva del Cervo, John Watson toccò la vettura di Jody Scheckter: questa iniziò a piroettare lungo il tracciato, coinvolgendo le monoposto sopraggiungenti di Patrick Tambay, Mario Andretti, Didier Pironi, Arturo Merzario e Nelson Piquet, che colpirono quella del sudafricano. La gara venne interrotta e ripresa sulla distanza originaria.
Alla ripartenza Patrick Depailler fu il più lesto e scattò davanti a Jean-Pierre Jarier, John Watson, Jacques Laffite, Mario Andretti, Carlos Reutemann e Gilles Villeneuve.
Jarier perse rapidamente terreno, passato da Watson, Laffite al secondo giro, e Andretti e Reutemann al terzo; il francese della Tyrrell era penalizzato da un problema al motore. Un giro dopo Reutemann prese una posizione ad Andretti, mentre al giro 5 Jacques Laffite s'installò al secondo posto, passando Watson. La rincorsa di Laffite si concluse al giro 11, quando passò a condurre.
I problemi al motore della Tyrrell di Jarier costrinse il francese a ritirarsi al quindicesimo giro, quando era sesto. Un giro ancora e Carlos Reutemann si pose al terzo posto, passando anch'egli John Watson.
La classifica rimase congelata fino a pochi giri dalla conclusione quando, a causa problemi di motore, Depailler retrocedette fino al quarto posto. Vinse Jacques Laffite, autore nel fine settimana dell'Hat Trick (vittoria, pole e giro più veloce), davanti a Reutemann, Watson, Patrick Depailler, Mario Andretti ed Emerson Fittipaldi. Per Laffite e la Ligier si trattò del secondo successo nel mondiale, dopo la vittoria al Gran Premio di Svezia 1977.

### Gran Premio del Brasile
Poco prima del via la Lotus di Mario Andretti presentò dei problemi tecnici che dovettero essere riparati in pista dai meccanici della scuderia britannica. Al segnale di accensione dei motori, dal propulsore della vettura dell'italoamericano, si sprigionò del fumo che costrinse all'intervento i pompieri. La vettura però poté prendere il via. Anche l'altra Lotus, quella di Carlos Reutemann subiva dei problemi, tanto che, per affrontare il giro di ricognizione, venne spinta dai meccanici.
Le due Ligier, con Jacques Laffite davanti a Patrick Depailler, presero la testa della gara, seguite dalle due Lotus di Mario Andretti (che nei primi metri del gran premio si era posto davanti a Depailler) e Carlos Reutemann. Seguivano Jody Scheckter, Emerson Fittipaldi e Didier Pironi. Andretti abbandonò la gara dopo due soli giri, sempre per il guasto al motore, già evidenziato prima del via. Sempre al secondo giro, Emerson Fittipaldi passò Scheckter, portandosi al quarto posto. La Ferrari denunciavano però dei problemi agli pneumatici, tanto che il sudafricano venne passato anche da Didier Pironi, al giro 11.
Al ventiduesimo giro Fittipaldi fu costretto a una sosta ai box, per sostituire gli pneumatici, ormai degradati. Ripartì in sedicesima posizione. Al giro 27 Scheckter venne passato anche da Alan Jones. Ora la classifica vedeva in testa il duo della Ligier, seguito da Reutemann, Pironi, Jones. Quest'ultimo si ritirò al giro 33 per un guasto all'alimentazione, mentre Scheckter perse altre posizioni, per una sosta ai box, necessaria per il cambio gomme. Entravano così in zona punti Gilles Villeneuve e Jochen Mass; al giro 36 il tedesco però venne scavalcato da Jody Scheckter che, con gomme nuove, era tornato competitivo.
Vinse Jacques Laffite (che conquistava nuovamente vittoria, pole e gpv come in Argentina) davanti al compagno Patrick Depailler: questa fu la prima e unica doppietta della Ligier. Terzo fu Carlos Reutemann, seguito da Pironi, Villeneuve e Scheckter. Nella convinzione che Reutemann venisse penalizzato di un minuto per la spinta all'avvio, che poi non venne comminata, sul podio si presentò Didier Pironi.

### Gran Premio del Sudafrica
Al via il poleman Jean-Pierre Jabouille venne passato dalle Ferrari ma, sfruttando la potenza del motore turbo, al termine del rettilineo di partenza si riportò al comando davanti a Jody Scheckter, Gilles Villeneuve, Niki Lauda, Didier Pironi, Jacques Laffite. Nei primi due giri Jabouille e le due Ferrari dettero vita a un lungo duello fatto di sorpassi e controsorpassi.
Nel corso del secondo giro iniziò a piovere: la direzione di corsa decise di fermare la gara. L'ordine della ripartenza fu determinato dalla classifica al secondo giro e la classifica finale venne stilata per somma di tempi. Primo quindi era Villeneuve davanti a Scheckter, Jabouille, Laffite, Pironi, Lauda e Jarier. Solo Jody Scheckter, Patrick Tambay, Nelson Piquet e Patrick Depailler optarono per le gomme slick.
Alla seconda partenza Gilles Villeneuve prese un buon vantaggio sul pilota di casa che era seguito da Jean-Pierre Jabouille mentre Jarier scavalcò Niki Lauda; perse invece diverse posizioni Jacques Laffite, autore di una partenza pessima.
Al quinto giro Scheckter, in difficoltà con le gomme da asciutto, venne passato da Jean-Pierre Jabouille ma, due giri dopo, con una pista che si stava asciugando con rapidità, Scheckter riconquistò la seconda posizione. Un giro dopo Jabouille perse ancora una posizione, a vantaggio di Jean-Pierre Jarier. Più dietro stavano rinvenendo Mario Andretti, ora quinto, e Jacques Laffite, che si era riportato in ottava posizione.
I piloti iniziarono a fermarsi ai box per montare gomme da asciutto. Il leader della gara, Villeneuve, attese il giro 15 per cambiare le sue gomme: ripartì secondo, dietro a Jody Scheckter. La classifica vedeva ora premiati i piloti che avevano scelto alla seconda partenza gomme slick. Dietro al duo della Ferrari si trovavano Patrick Tambay, Nelson Piquet, Jean-Pierre Jarier, Mario Andretti, Niki Lauda e Alan Jones. La classifica ufficiale, quella per somma di tempi, vedeva invece Jarier terzo, seguito da Andretti, Lauda e Laffite.
Nel gruppo di testa Patrick Tambay scontava dei problemi causati da un alettone danneggiato, mentre Piquet perse diverse posizioni per il motore non al meglio. Al giro 46 Laffite terminò la gara per incidente, mentre Tambay fu costretto a una sosta ai box per il cambio degli pneumatici. Due giri più tardi anche Jabouille si ritirò per un guasto a una valvola.
Anche per Scheckter si profilavano dei problemi con le coperture tanto che al 53º giro decise di fermarsi per sostituirle. Passò a condurre così Villeneuve. Scheckter cercò negli ultimi giri di avvicinarsi a Villeneuve, ma senza successo. Per Gilles Villeneuve si trattò della seconda vittoria iridata. Dietro a Jody Scheckter sui classificò Jean-Pierre Jarier, seguito dalle due Lotus e da Niki Lauda, che aveva passato Nelson Piquet negli ultimi giri.

### Gran Premio degli Stati Uniti-Ovest
Nel giro di formazione, il motore della vettura di Carlos Reutemann si ammutolì, tanto che venne riportato ai box, da dove prese la partenza. Al termine dello stesso giro di formazione il poleman Gilles Villeneuve superò la piazzola di partenza assegnatagli: ciò creò confusione nell'intero gruppo di macchine che finì per seguirlo, rendendo necessario così un secondo giro di ricognizione. Nel frattempo la Ligier di Jacques Laffite accusò un guasto meccanico e si fermò in mezzo alla pista, provocando il rinvio della partenza. Anche lui come Reutemann partì dai box, con la vettura di riserva.
Alla partenza scattarono bene le Ferrari mentre, dietro, al primo tornante, Patrick Tambay volò sopra Niki Lauda, e ruppe l'alettone a Jan Lammers. Tambay e Lauda furono costretti al ritiro.
Al termine del primo giro Villeneuve guidava davanti a Patrick Depailler, Jody Scheckter, Jean-Pierre Jarier, Mario Andretti, Riccardo Patrese, Alan Jones e Nelson Piquet. Al giro 9 Depailler mancò una marcia, e venne tamponato da Scheckter: ne approfittò Jarier che passò entrambi. Il giro successivo Scheckter passò Depailler, che scontava dei problemi al cambio.
Mentre Gilles Villeneuve comandava la gara si creò una battaglia per il posto d'onore coinvolgeva Jean-Pierre Jarier, Jody Scheckter, Patrick Depailler, Mario Andretti e Alan Jones che formavano un lungo trenino di vetture. Jarier lottava con delle vibrazioni allo sterzo, rallentando chi lo seguiva, anche se nessuno era capace di sorpassarlo.
Jody Scheckter, che passò Jarier al giro 27 per il secondo posto, era stato capace di scavare un buon solco rispetto agli inseguitori. Jarier resistette in pista per diversi giri, pur perdendo delle posizioni, a causa delle crisi delle gomme; ciò lo costrinse a una sosta al 47º giro. Ripartì in nona posizione.
Con una Ligier in difficoltà Depailler non poté resistere a Jones che salì così al terzo posto al giro 63. Mario Andretti iniziò ad attaccare Patrick Depailler: i due lottarono per la quarta posizione a lungo, con la Lotus capace di passare nella parte mista e la Ligier che continua a ripassare nel rettilineo. Al giro 71, Héctor Rebaque, che era sesto, si ritirò per un incidente. Jean-Pierre Jarier rientrò così in zona punti.
Quando Patrick Depailler cercò di doppiare lo stesso Jean-Pierre Jarier, tamponò con la sua ruota anteriore quella posteriore di Jarier, Andretti fu capace di conquistare la quarta piazza definitivamente.
Gilles Villeneuve conquistò la sua seconda vittoria consecutiva (condita da gpv e pole, unica hat trick della sua carriera iridata), balzando per la prima volta in testa al mondiale.

### Gran Premio di Spagna
Al via, la testa della gara venne presa da Patrick Depailler, che precedeva Jacques Laffite, Gilles Villeneuve, Carlos Reutemann, Jody Scheckter e Mario Andretti. L'argentino della Lotus passò Villeneuve nel corso del secondo giro, ma il canadese tentò di riprendersi subito la posizione. Sulla sua vettura però saltò la prima marcia, col canadese che finì fuori pista: pochi giri dopo e, a causa di un testacoda, Gilles Villeneuve perse altre posizioni, finendo nelle retrovie.
Patrick Depailler era capace di tenere un ritmo di gara di un secondo al giro più rapido del suo compagno di scuderia, e primo inseguitore, Jacques Laffite ma Laffite si ritirò al giro 15, a causa di un guasto all'impianto elettrico.
La classifica rimase congelata fino al quarantacinquesimo giro quando Niki Lauda fu capace di passare Andretti. L'austriaco della Brabham, quindici giri dopo, fu capace di passare anche Jody Scheckter, e porsi al terzo posto. Tre giri dopo, però, un guasto al motore della sua monoposto, lo costrinse al ritiro. Al giro 67 Mario Andretti scalzò Scheckter dal podio virtuale.
Patrick Depailler si aggiudicò il secondo e ultimo gran premio di F1, valido per il mondiale, della sua carriera, precedendo le due Lotus.

### Gran Premio del Belgio

Dopo 27 anni l'Alfa Romeo rientrò come costruttore in F1, dal GP del Belgio.

Al via Patrick Depailler conquistò la vetta della gara, precedendo Alan Jones, Nelson Piquet, Jacques Laffite, Mario Andretti e Clay Regazzoni, Jody Scheckter e Gilles Villeneuve. Nel secondo giro Scheckter passò Clay Regazzoni ma le due vetture si toccarono: la Williams venne tamponata dall'altro ferrarista, Villeneuve, che si trovava subito dietro. Regazzoni fu costretto al ritiro, mentre il canadese rientrò ai box per sostituire l'ala anteriore.
Nelson Piquet perse diverse posizioni per un problema agli pneumatici: venne prima passato da Laffite poi dallo stesso Scheckter e da Mario Andretti, prima della sosta ai box. La classifica vedeva così sempre in testa Patrick Depailler, seguito da Jones, Laffite, Scheckter, Andretti e Carlos Reutemann.
Alan Jones, pressato dal rimontante Laffite, attaccò Depailler all'esterno, in fondo al rettilineo dei box, ma il francese resistette, costringendo l'australiano ad allargare. Ciò permise a Laffite di portarsi in seconda posizione. Al giro 19 Jacques Laffite passò Depailler che, poco dopo, al giro 21 venne passato anche da Jones. Al ventiquattresimo giro Laffite mancò una marcia così Jones poté portarsi al comando della gara. Altri soli tre giri e fu il turno di Depailler a risorpassare Laffite, alla chicane. Al giro 27 si ritirò Andretti. La classifica vedeva perciò primo Jones, seguito dal duo della Ligier, poi Jody Scheckter, James Hunt, Jean-Pierre Jarier e Didier Pironi.
Al trentanovesimo giro, a causa un guasto all'impianto elettrico, si ritirò la Williams di Alan Jones. Un giro dopo, James Hunt si ritirò per un'uscita di pista; ciò coinvolse anche Jarier che venne superato da Pironi e dovette poi rientrare ai box.
Al quarantaseiesimo giro Depailler, leader della gara, a causa dell'afflosciamento di una gomma, arrivò lungo alla curva dopo i box ed uscì di pista. Al 52º passaggio Villeneuve sorpassò Riccardo Patrese e si portò in quarta posizione. Jody Scheckter, grazie a degli pneumatici ancora in buono stato, ridusse il gap su Jacques Laffite, tanto da passare in testa al giro 53. Gilles Villeneuve passò poco dopo anche Pironi, conquistando il terzo posto.
A poche centinaia di metri dal traguardo il canadese finì il carburante e si fermò all'ingresso della corsia dei box. Vinse Jody Scheckter davanti a Jacques Laffite, Didier Pironi, Carlos Reutemann e Riccardo Patrese.

### Gran Premio di Monaco

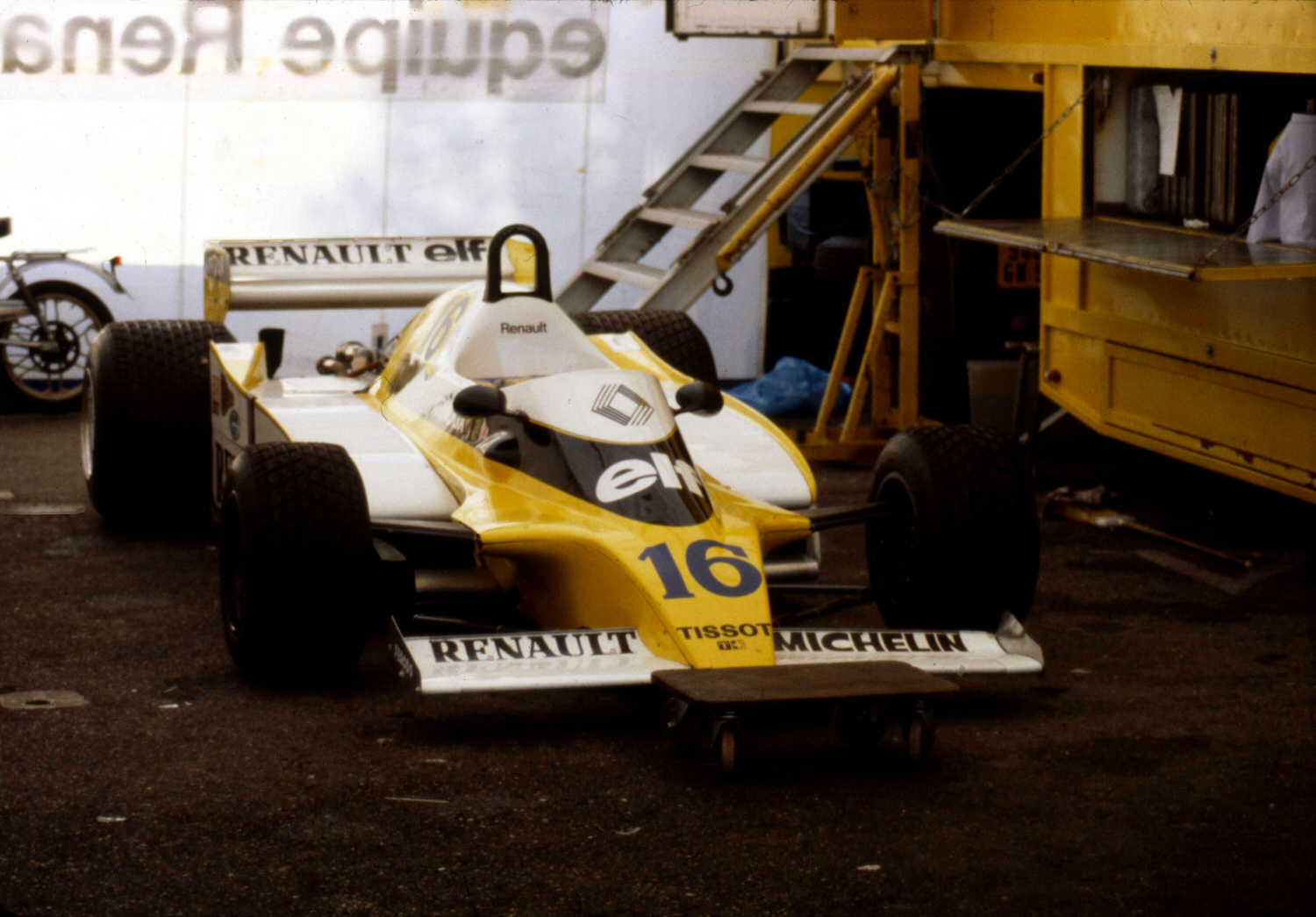
Una Renault RS10 nei box del GP di Monaco.

Jody Scheckter scattò per primo, seguito da Niki Lauda che infilò Gilles Villeneuve alla Santa Devota; terzo era Depailler, quarto Laffite, quinto Didier Pironi, sesto Alan Jones. Già al terzo giro Villenueve riprese la seconda posizione. Le due Ferrari guadagnarono un buon margine anche sfruttando la lentezza della vettura di Niki Lauda, che bloccava, di fatto, le più veloci Ligier.
La classifica rimase invariata, per le prime posizioni, poi tra il sedicesimo e ventiduesimo giro Didier Pironi attaccò Jacques Laffite stringendolo contro il guardrail. Le gomme della Ligier ne vennero danneggiate, tanto che Laffite fu costretto a una sosta ai box; poi Patrick Depailler, costringendolo a un testacoda, che lo fece piombare nelle retrovie. Al giro 22 il francese della Tyrrell si trovò in battaglia, per la terza posizione, con Niki Lauda. Nella discesa del Mirabeau la sua vettura toccò quella dell'austriaco: la Tyrrell s'impennò sopra la Brabham, distruggendone la parte posteriore, e finendo contro il guardrail, a sua volta. Jones conquistò così la terza posizione, seguito da Jochen Mass, Jean-Pierre Jarier e Carlos Reutemann. Al trentatreesimo giro Jarier passò Mass e Regazzoni prese una posizione a Reutemann. Solo un giro e Jarier fu costretto ad abbandonare con una sospensione rotta.
Al giro 44 terminò la gara per Jones, che andò contro il guard-rail, anche lui a causa della rottura della sospensione. Mass perse diverse posizioni a causa di una sosta ai box e, al giro 54, anche Gilles Villeneuve fu costretto all'abbandono per un problema alla trasmissione. Ora la classifica vedeva Clay Regazzoni al secondo posto, seguito da Carlos Reutemann, Nelson Piquet, Watson e le due Ligier.
Al sessantottesimo giro Nelson Piquet ruppe l'albero di trasmissione mentre Depailler superò Watson ma, a sua volta, ruppe il motore. Scheckter controllò il ritorno del ticinese e vinse per la nona volta in carriera.

### Gran Premio di Francia

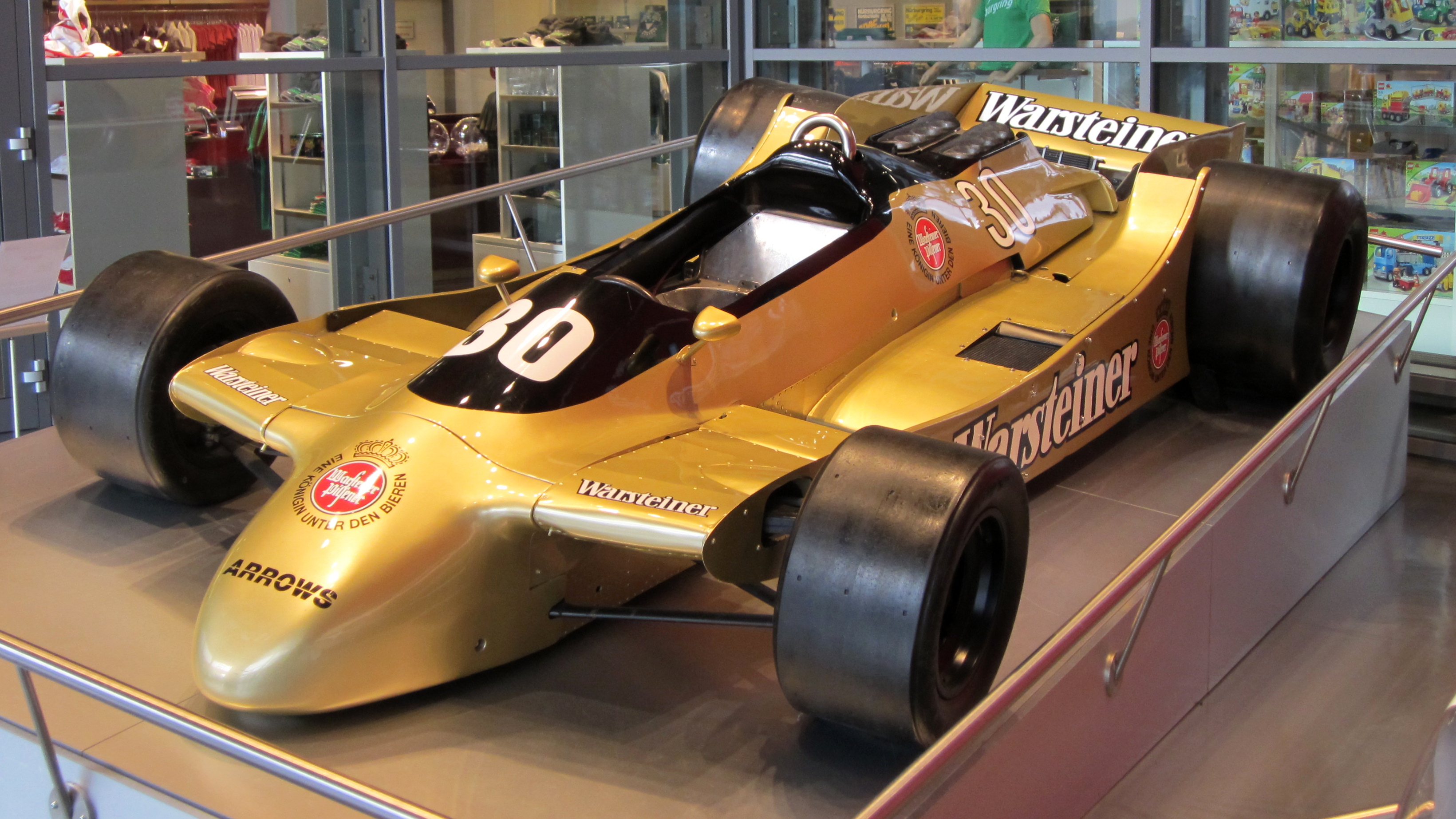
L'Arrows A2, vettura estrema nell'aerodinamica, senza alettoni anteriori, esordì nel GP di Francia.

Gilles Villeneuve partì bene e passa primo alla prima curva davanti al poleman Jean-Pierre Jabouille, Jody Scheckter, Nelson Piquet, Jean-Pierre Jarier e Niki Lauda; male invece iniziò René Arnoux, partito dalla prima fila, che al termine del primo giro era nono.
Arnoux fu il protagonista dei primi giri: passò Jones al terzo giro, poi Niki Lauda, poi Jean-Pierre Jarier al giro 7 e Nelson Piquet dopo altri quattro giri, portandosi così in quarta posizione, dietro a Jody Scheckter. Il sudafricano, penalizzato dalle coperture, resistette poco, tanto che al giro 15 Arnoux si pose in terza posizione.
Tra il trentacinquesimo e trentaseiesimo giro Jody Scheckter perse altre due posizioni a favore di Nelson Piquet e Alan Jones. La classifica vedeva sempre al comando Gilles Villeneuve, seguito dalle due Renault.
Al giro 47 Jean-Pierre Jabouille passò Villeneuve, installandosi al primo posto e riuscendo subito a porre un certo margine sul canadese. Sei giri dopo anche l'altra Brabham, quella di Piquet, fu costretta al ritiro, per incidente, mentre al giro 55 Jody Scheckter fu costretto a una sosta ai box per sostituire le coperture. Scalarono in zona punti (dietro a Jabouille, Villeneuve, Arnoux e Jones) Jean-Pierre Jarier e Clay Regazzoni.
Negli ultimi giri Villeneuve si trovò in crisi con i freni tanto che Arnoux iniziò ad avvicinarsi al ferrarista. Negli ultimi tre giri i due piloti dettero vita a un intenso duello fatto di sorpassi e controsorpassi, con la Ferrari più veloce nel misto e la Renault che recuperava sul breve rettilineo.
Vinse, per la prima volta in F1, Jean-Pierre Jabouille, pilota francese su vettura francese, a motore, pneumatici e carburante francesi: questa fu la prima vittoria in F1 di Renault e di un motore turbocompresso.

### Gran Premio di Gran Bretagna

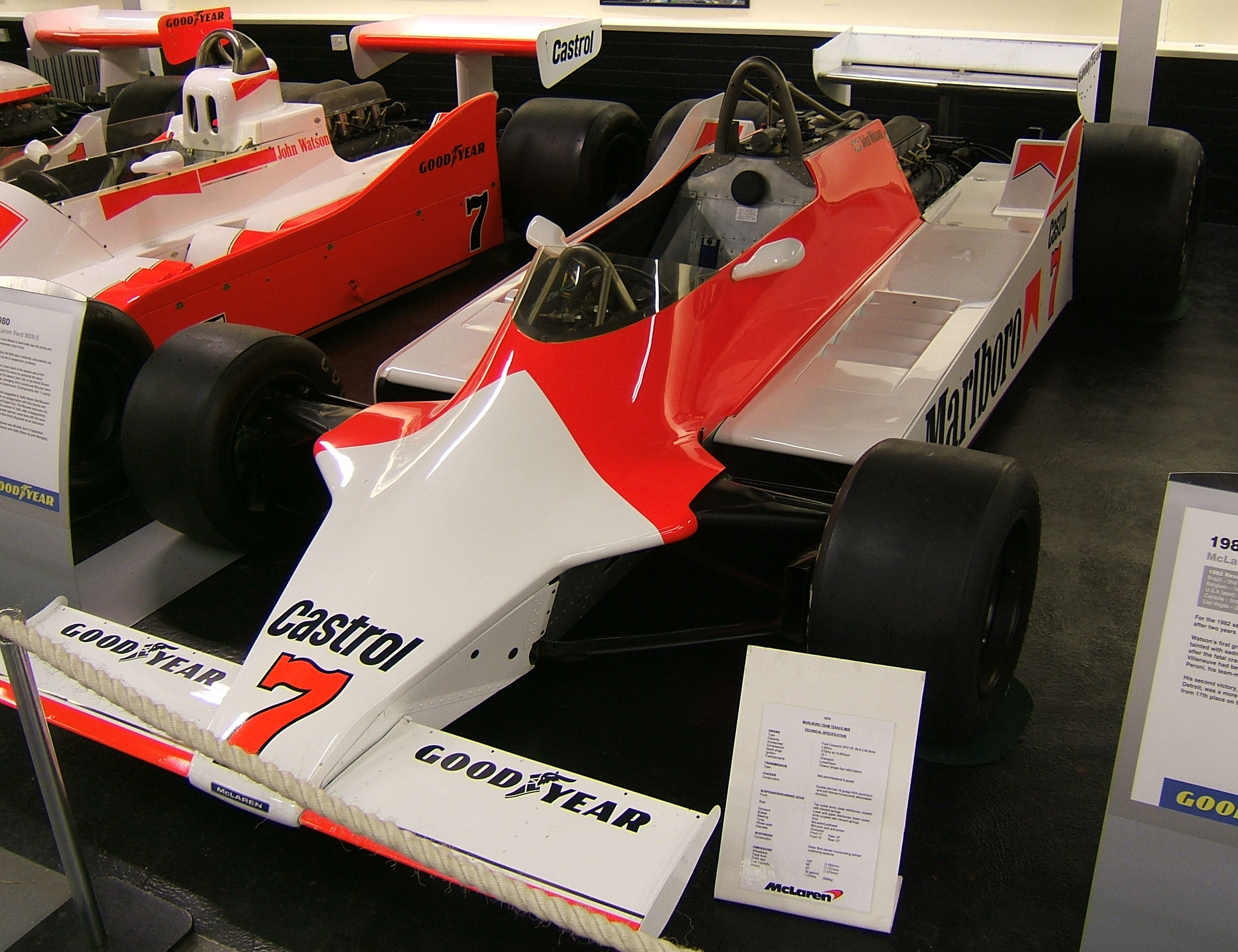
La McLaren fece esordire a Silverstone la M29, che conquistò subito un quarto posto con John Watson.

Al via Clay Regazzoni prese la testa della gara, seguito da Alan Jones e Jean-Pierre Jabouille, ma venne passato da entrambi nel corso del primo giro. Al termine del primo giro comandava perciò Jones, seguito da Jabouille, Regazzoni, Piquet, Niki Lauda e Mario Andretti.
Nelson Piquet si ritirò al secondo giro per un testacoda alla Woodcote, mentre René Arnoux passò Mario Andretti. Jacques Laffite perse inoltre tre posizioni a favore delle due Ferrari e Carlos Reutemann. Lauda si trovò in crisi coi freni e fu costretto al ritiro al giro 12.
Al giro 15 un errore nella cambiata costò una posizione a Gilles Villeneuve, a favore di Jody Scheckter. Due giri dopo Jean-Pierre Jabouille, che era secondo, fu costretto a una sosta ai box, per cambiare gli pneumatici, e sprofondare così nelle retrovie. La classifica vedeva sempre primo Jones, seguito da Clay Regazzoni, René Arnoux, Jody Scheckter, Gilles Villeneuve, Jacques Laffite e John Watson.
Al 34º giro un rimontante Jacques Laffite passò prima Villeneuve alla Woodcote e, al giro 36 anche Scheckter. Al trentanovesimo giro Alan Jones, che comandava con tranquillità la gara, fu costretto al ritiro per un guasto al motore. Prese il comando il suo compagno di scuderia Clay Regazzoni.
Al giro 42 Laffite fu costretto a una sosta ai box per un problema alle candele. Rientrò in pista undicesimo. Ora, dietro al ticinese, si trovava sempre René Arnoux, seguito dalle due Ferrari e da Jean-Pierre Jarier. Dietro al francese vi era Watson, autore di una bella rimonta.
Al giro 51 anche Villeneuve fu costretto a una sosta, dove gli vennero cambiati gli pneumatici: tornò in pista settimo. Al sessantaquattresimo giro Jean-Pierre Jarier passò Scheckter e conquistò la terza posizione. Un giro dopo e l'altro ferrarista Gilles Villeneuve si ritirò per un problema all'impianto di alimentazione. Scheckcter, con degli pneumatici ormai consunti, non rientrò ai box, come richiesto dalla sua scuderia, ma proseguì fino al termine anche se venne passato anche da Watson.
Vinse Clay Regazzoni, per la quinta e ultima volta nel mondiale. Per la Williams fu il primo successo, diventando così la ventisettesima scuderia capace nell'impresa, dopo che nel gran premio precedente era stato il turno della Renault. René Arnoux, secondo, conquistò il secondo podio consecutivo, mentre Jean-Pierre Jarier, terzo, conquistò il terzo e ultimo podio della carriera in F1.

### Gran Premio di Germania
Alan Jones, al via, passò subito al comando davanti a Jean-Pierre Jabouille, Jacques Laffite, Jody Scheckter, Clay Regazzoni e Nelson Piquet. Il brasiliano venne passato dal suo compagno di scuderia Niki Lauda al secondo giro.
All'ottavo giro Jabouille attaccò Jones alla Sachs, sbagliò però il tempo della frenata, terminando in testacoda, e dovendosi ritirare. Nel corso dello stesso giro Clay Regazzoni prese una posizione a Scheckter. Nelle retrovie era autore di un buon recupero Gilles Villeneuve, che già dopo pochi giri, si era riportato in quinta posizione.
Al tredicesimo passaggio Regazzoni passò anche Jacques Laffite, grazie anche a un errore del francese alla prima chicane, ma non attaccò poi successivamente Jones, per ordini di scuderia. Villeneuve scontava la rottura dell'alettone posteriore, ciò permise a Niki Lauda di passarlo al ventisettesimo giro. Un giro dopo l'austriaco fu però costretto al ritiro per la rottura del motore.
Al giro 33 Piquet passò Villeneuve per la quinta posizione. Negli ultimi giri il canadese fu costretto a una sosta ai box per sostituire l'alettone, sosta gli costò la sesta posizione. Anche Piquet però fu costretto ad abbandonare la gara a due tornate dal termine per un problema al motore. Il battistrada Jones, negli ultimi giri, dovette rallentare il ritmo sia a causa di un problema a uno pneumatico, sia per la perdita di potenza del suo motore.
Vinse comunque Alan Jones, per la seconda volta nel mondiale dopo la vittoria nel Gran Premio d'Austria 1977, al volante di una Shadow.

### Gran Premio d'Austria
Gilles Villeneuve scattò molto rapidamente al via, tanto che alla prima curva era già in testa, davanti a Alan Jones, Niki Lauda, René Arnoux, Clay Regazzoni, Didier Pironi, Jacques Laffite e Jody Scheckter. Partì male Jean-Pierre Jabouille che, da terzo al via, si trovò nono al termine del primo giro.
Al quarto giro Alan Jones passò a condurre, superando Villeneuve alla Hella Licht Schikane. Pochi giri dopo il canadese fu superato dalle due Renault di Arnoux e Jabouille, che già al quarto giro si era portato al quarto posto.
Ancora un giro e Jabouille fu capace di conquistare la seconda posizione. Dopo soli due giri però, fu costretto al ritiro per un guasto alla frizione. La classifica vedeva sempre al comando Jones, seguito da Arnoux, poi Villeneuve, Scheckter, Regazzoni, Laffite e Piquet.
A cinque giri dal termine René Arnoux fu costretto ad una sosta ai box negli ultimi giri per un rabbocco di carburante perdendo così il podio e rientrando in pista sesto. All'ultimo giro, Jacques Laffite passò Scheckter conquistando il terzo posto.
Vinse così Alan Jones, per la seconda volta consecutiva, la terza per una Williams.

### Gran Premio d'Olanda
Al via prese la testa del plotone Alan Jones, seguito subito da Gilles Villeneuve; René Arnoux, partito dalla pole position, colpì la vettura di Clay Regazzoni: sia Arnoux che il ticinese finirono fuori pista e furono costretti al ritiro poco dopo. Partì male, a causa di un problema tecnico, Jody Scheckter, che si ritrovò nelle retrovie.
Al termine del primo giro, dietro ai due battistrada, vi erano Jean-Pierre Jabouille, Didier Pironi, Jacques Laffite, Niki Lauda e Keke Rosberg. Quest'ultimo passò l'austriaco al secondo giro. Lauda, a sua volta, abbandonò dopo 4 giri per un dolore al polso. Jody Scheckter, penalizzato da una partenza negativa, era invece in grande recupero, tanto da conquistare il sesto posto al giro 10. La classifica vedeva primo Jones, seguito da Villeneuve, Jabouille, Pironi, Rosberg, Scheckter, Jarier e Laffite.
All'undicesimo passaggio Gilles Villeneuve affiancò Jones all'esterno della Tarzan Bocht e lo superò, conquistando la vetta della gara. Simili sorpassi vennero compiuti da Rosberg e Scheckter ai danni di Didier Pironi tra il dodicesimo e diciassettesimo giro. Al giro 26 la frizione fermò Jabouille mentre Scheckter conquistò una posizione su Rosberg. La gara del pilota della Wolf terminò al giro 33 per un guasto al propulsore.
Al quarantasettesimo giro Alan Jones, avvicinatosi a Villeneuve, lo attaccò alla nuova chicane: il canadese fu autore di un testacoda: l'australiano divenne primo e il ferrarista poté ripartire ma la sua gomma posteriore sinistra stava iniziando a sgonfiarsi. Poco dopo, Villeneuve subì il dechappamento della ruota, ma decise di proseguire, dopo un lungo alla prima curva. Percorse quasi un intero giro su tre ruote, fino a quando la ruota posteriore sinistra si strappò e, trattenuta dalle tubazioni dei freni, venne trascinata a rimorchio, dietro la vettura. Villeneuve riuscì a raggiungere il suo box, ma solo per ritirarsi.
Al giro 52 si ritirò anche Didier Pironi, che era terzo, per la rottura di una sospensione. A pochi giri dal termine Jacky Ickx passò Mass, conquistando la quinta posizione; il belga mise sotto pressione anche Nelson Piquet, ma senza successo.
Alan Jones vinse (terza vittoria consecutiva per l'australiano, quarta per la Williams) davanti a Scheckter, Laffite, Nelson Piquet che ottenne i primi punti della carriera, Ickx e Mass.

### Gran Premio d'Italia

Jody Scheckter, grazie alla vittoria a Monza si aggiudicò il titolo mondiale. La Ferrari conquistò la Coppa Costruttori.

Jody Scheckter conquistò subito il comando seguito da René Arnoux, Gilles Villeneuve, Jacques Laffite (partito settimo), Jean-Pierre Jabouille, Clay Regazzoni, Nelson Piquet (partito ottavo) e Mario Andretti (partito decimo). Alan Jones, autore di una cattiva partenza, per un problema all'accensione, era solo ventesimo. L'australiano si fermò al box al termine del primo giro, ripartendo con due giri di ritardo.
Al secondo giro uscì di pista Nelson Piquet, e abbandonò la gara, mentre Arnoux passò Scheckter. Il francese comandò il plotone fino al giro 12, poi, a causa di un problema al motore, dovette dare via libera agli inseguitori, fino al ritiro, due giri dopo.
Ora era in testa di nuovo Scheckter, davanti a Gilles Villeneuve, Jacques Laffite, Jabouille, Regazzoni e Lauda. Al giro 24 Regazzoni conquistò una posizione su Jabouille. Al giro 42 Jacques Laffite ebbe un problema col pedale del freno che urtava quello della frizione, ciò provocò un guasto al motore, che lo costrinse al ritiro.
Negli ultimi giri Villeneuve, ancora in lizza per il mondiale, non attaccò Scheckter, che così vinse per la decima, e ultima, volta nel mondiale. La Ferrari conquistò la prima doppietta a Monza dai tempi del Gran Premio d'Italia 1966. Il sudafricano si aggiudicò il mondiale piloti e la Scuderia Ferrari vinse la Coppa costruttori per la sesta volta. La Michelin otteneva i suoi primi titoli iridati. Terzo arrivò Clay Regazzoni, quarto Niki Lauda che tornava a punti dopo nove gare, quinto Andretti, sesto Jarier.

### Gran Premio del Canada
Gilles Villeneuve scattò al via molto bene, portandosi in testa davanti a Alan Jones, Clay Regazzoni, Nelson Piquet, Didier Pironi e Jacques Laffite. Nei primi tre giri Didier Pironi venne infilato prima da Laffite poi da Mario Andretti.
All'ottavo giro Nelson Piquet superò Regazzoni e si portò sul podio virtuale dietro Villeneuve e Alan Jones. Laffite si ritirò per un guasto al motore al giro 10; nelle retrovie fu autore di una lunga rimonta Jody Scheckter che, dodicesimo al termine del primo giro, si portò sino in quinta posizione, dopo soli quattordici giri. Il sudafricano fu però costretto a una sosta ai box per cambiare gli pneumatici che lo fece ripiombare nelle parti arretrate della classifica. Dietro ai primi quattro si trovava così Carlos Reutemann, seguito da Mario Andretti e Didier Pironi. Al 23º giro Reutemann si ritirò per la rottura di una sospensione.
Scheckter, dopo la sosta, inanellò un'altra serie di sorpassi e si riportò in settima posizione, davanti a Vittorio Brambilla e Jacky Ickx. Al giro 53 ci fu la svolta della gara: Alan Jones sfruttò un piccolo tentennamento di Villeneuve al tornante prima dei box, e passò così in testa.
Negli ultimi giri il canadese tentò di avvicinarsi a Jones, ma senza successo. L'australiano conquistò così la quarta vittoria stagionale. Piquet perse invece il terzo posto negli ultimi giri a causa della rottura del cambio. Salì così sul podio Clay Regazzoni, per la ventottesima e ultima volta nel mondiale di F1. Anche Andretti, in zona punti fino al giro 66, fu costretto al ritiro per la mancanza di carburante.

### Gran Premio degli Stati Uniti-Est
La pioggia arrivò venti minuti prima della partenza costringendo i piloti a montare gomme da bagnato. Alla partenza Nelson Piquet, che aveva gomme da asciutto, scivolò dietro in classifica a causa della sbagliata scelta delle coperture. La testa venne prese da Gilles Villeneuve, davanti ad Alan Jones; Jody Scheckter, che partiva in ottava fila, scelse una traiettoria esterna alla prima curva per evitare collisioni, ma uscì di pista, rientrando in fondo al gruppo. Al termine del primo giro, la classifica vedeva in testa Villeneuve, poi Jones, Carlos Reutemann, Jacques Laffite, Jean-Pierre Jabouille, Clay Regazzoni, René Arnoux, Didier Pironi, John Watson e Jean-Pierre Jarier. Nei primi giri Regazzoni passò sia Jabouille che Laffite, che a sua volta venne passato anche dal pilota della Renault.
Reutemann abbandonò al settimo giro, quando era terzo, per un guasto all'unità per l'estinzione degli incendi, che cadde nell'abitacolo e lo ostacolò sulla pedaliera. Jody Scheckter era autore nel frattempo di una lunga rimonta: tredicesimo al secondo giro, si trovò nono un giro dopo, sesto al giro 6 e addirittura quarto dopo solo sette giri. La classifica vedeva perciò, dietro a Villeneuve, Jones, Regazzoni e Scheckter, il duo della Renault Jean-Pierre Jabouille-René Arnoux, seguito dalle tre Tyrrell di Jarier, Pironi e Daly. Al 13º giro Scheckter ebbe la meglio anche su Regazzoni, conquistando il terzo posto. Al giro 18 Jarier fu costretto, da un incidente, al ritiro.
La pioggia terminò e i piloti iniziarono a fermarsi ai box per montare gomme da asciutto. Dopo i cambi gomma, dietro a Villeneuve e Jones, si pose così Jean-Pierre Jabouille, seguito da René Arnoux, poi Daly, Scheckter, Regazzoni e Stuck. Jabouille abbandonò al giro 24 per un guasto meccanico.
All'inizio del giro 25, la maggior parte delle monoposto montava gomme slick, visto che la pioggia era ormai cessata, tranne i tre battistrada, Villeneuve, Jones e Arnoux. Al giro 29 Regazzoni si ritirò per incidente. Il circuito continuava a asciugarsi e Alan Jones riuscì ad avvicinarsi a Villeneuve, che guidava con due secondi di margine sull'australiano. Al trentunesimo giro, Jones passò a condurre. In soli due giri, l'australiano guadagnò 3,1 secondi. Villeneuve tornò al box per montare le slick al trentaquattresimo giro 34: il canadese impiegò solo 18"78 per l'operazione mentre Jones ripartì ma perse una ruota poco dopo.
Col ritiro del pilota della Williams Gilles Villeneuve si trovava al comando, con quasi un giro di vantaggio sul compagno di scuderia Jody Scheckter. Terzo era Arnoux che perse in pochi giri due posizioni fino a quando fu richiamato per cambiare le gomme. Rientrato in pista il francese fu capace di riguadagnare il terzo posto, davanti a Daly e Pironi, in soli due giri.
Al giro 48, Scheckter fu costretto al ritiro a causa del dechappamento della gomma; solo 9 vetture erano ancora in corsa. Derek Daly, quarto, andò in testacoda mentre Piquet, dopo aver segnato il primo gpv della carriera, quando era all'inseguimento di John Watson, fu costretto al ritiro per un guasto alle sospensioni, a cinque tornate dal termine.
Villeneuve rallentò vistosamente, tanto da consentire a Elio De Angelis e Hans-Joachim Stuck di sdoppiarsi, ma fu capace di vincere con 48 secondi di margine su Arnoux, terzo era Pironi. La Shadow ottenne con Elio De Angelis i primi punti dell'anno, e gli ultimi in assoluto (primi punti iridati anche per il pilota romano), così come la ATS che colse i primi punti come costruttore (aveva ottenuto dei punti con Jarier ma facendo correre una Penske) grazie a Hans-Joachim Stuck.

## Risultati

### Risultati dei gran premi
| Gara | Gran Premio                  | Data         | Circuito       | Pole position         | Giro più veloce   | Pilota vincitore      | Costruttore    | Resoconto |
| ---- | ---------------------------- | ------------ | -------------- | --------------------- | ----------------- | --------------------- | -------------- | --------- |
| 1    | Gran Premio d'Argentina      | 21 gennaio   | Buenos Aires   | Jacques Laffite       | Jacques Laffite   | Jacques Laffite       | Ligier-Ford    | Resoconto |
| 2    | Gran Premio del Brasile      | 4 febbraio   | Interlagos     | Jacques Laffite       | Jacques Laffite   | Jacques Laffite       | Ligier-Ford    | Resoconto |
| 3    | Gran Premio del Sudafrica    | 3 marzo      | Kyalami        | Jean-Pierre Jabouille | Gilles Villeneuve | Gilles Villeneuve     | Ferrari        | Resoconto |
| 4    | Gran Premio degli USA-Ovest  | 8 aprile     | Long Beach     | Gilles Villeneuve     | Gilles Villeneuve | Gilles Villeneuve     | Ferrari        | Resoconto |
| 5    | Gran Premio di Spagna        | 29 aprile    | Jarama         | Jacques Laffite       | Gilles Villeneuve | Patrick Depailler     | Ligier-Ford    | Resoconto |
| 6    | Gran Premio del Belgio       | 13 maggio    | Zolder         | Jacques Laffite       | Gilles Villeneuve | Jody Scheckter        | Ferrari        | Resoconto |
| 7    | Gran Premio di Monaco        | 27 maggio    | Montecarlo     | Jody Scheckter        | Patrick Depailler | Jody Scheckter        | Ferrari        | Resoconto |
| 8    | Gran Premio di Francia       | 1º luglio    | Digione        | Jean-Pierre Jabouille | René Arnoux       | Jean-Pierre Jabouille | Renault        | Resoconto |
| 9    | Gran Premio di Gran Bretagna | 14 luglio    | Silverstone    | Alan Jones            | Clay Regazzoni    | Clay Regazzoni        | Williams- Ford | Resoconto |
| 10   | Gran Premio di Germania      | 29 luglio    | Hockenheim     | Jean-Pierre Jabouille | Gilles Villeneuve | Alan Jones            | Williams-Ford  | Resoconto |
| 11   | Gran Premio d'Austria        | 12 agosto    | Österreichring | René Arnoux           | René Arnoux       | Alan Jones            | Williams-Ford  | Resoconto |
| 12   | Gran Premio d'Olanda         | 26 agosto    | Zandvoort      | René Arnoux           | Gilles Villeneuve | Alan Jones            | Williams-Ford  | Resoconto |
| 13   | Gran Premio d'Italia         | 9 settembre  | Monza          | Jean-Pierre Jabouille | Clay Regazzoni    | Jody Scheckter        | Ferrari        | Resoconto |
| 14   | Gran Premio del Canada       | 30 settembre | Montréal       | Alan Jones            | Alan Jones        | Alan Jones            | Williams-Ford  | Resoconto |
| 15   | Gran Premio degli USA-Est    | 7 ottobre    | Watkins Glen   | Alan Jones            | Nelson Piquet     | Gilles Villeneuve     | Ferrari        | Resoconto |

### Risultati delle qualifiche
| Nº | Pilota                 | ARG | BRA | RSA | USW | ESP | BEL | MON | FRA | GBR | GER | AUT | NED | ITA | CAN | USA |
| -- | ---------------------- | --- | --- | --- | --- | --- | --- | --- | --- | --- | --- | --- | --- | --- | --- | --- |
| 1  | Mario Andretti         | 7   | 4   | 8   | 6   | 4   | 5   | 13  | 12  | 9   | 11  | 15  | 17  | 10  | 10  | 17  |
| 2  | Carlos Reutemann       | 3   | 3   | 11  | 2   | 8   | 10  | 11  | 13  | 8   | 13  | 17  | 13  | 13  | 11  | 6   |
| 3  | Didier Pironi          | 8   | 8   | 7   | 17  | 10  | 12  | 7   | 11  | 15  | 8   | 10  | 10  | 12  | 6   | 10  |
| 4  | Jean-Pierre Jarier     | 4   | 15  | 9   | 7   | 12  | 11  | 6   | 10  | 16  |     |     | 16  | 16  | 13  | 11  |
| 4  | Geoff Lees             |     |     |     |     |     |     |     |     |     | 16  |     |     |     |     |     |
| 4  | Derek Daly             |     |     |     |     |     |     |     |     |     |     | 11  |     |     |     |     |
| 5  | Niki Lauda             | 23  | 12  | 4   | 11  | 6   | 13  | 4   | 6   | 6   | 7   | 4   | 9   | 9   |     |     |
| 5  | Ricardo Zunino         |     |     |     |     |     |     |     |     |     |     |     |     |     | 19  | 9   |
| 6  | Nelson Piquet          | 20  | 22  | 12  | 12  | 7   | 3   | 18  | 4   | 3   | 4   | 7   | 11  | 8   | 4   | 2   |
| 7  | John Watson            | 6   | 14  | 14  | 18  | 18  | 19  | 14  | 15  | 7   | 12  | 16  | 12  | 19  | 17  | 13  |
| 8  | Patrick Tambay         | 9   | 18  | 17  | 19  | 20  | NQ  | NQ  | 20  | 18  | 15  | 14  | 14  | 14  | 20  | 22  |
| 9  | Hans-Joachim Stuck     | NQ  | 24  | 24  | 21  | 21  | 20  | 12  | 23  | NQ  | 23  | 18  | 15  | 15  | 12  | 14  |
| 11 | Jody Scheckter         | 5   | 6   | 2   | 3   | 5   | 7   | 1   | 5   | 11  | 5   | 9   | 5   | 3   | 9   | 16  |
| 12 | Gilles Villeneuve      | 10  | 5   | 3   | 1   | 3   | 6   | 2   | 3   | 13  | 9   | 5   | 6   | 5   | 2   | 3   |
| 14 | Emerson Fittipaldi     | 11  | 9   | 18  | 16  | 19  | 23  | 17  | 18  | 22  | 22  | 19  | 21  | 20  | 15  | 23  |
| 15 | Jean-Pierre Jabouille  | 12  | 7   | 1   | 20  | 9   | 17  | 20  | 1   | 2   | 1   | 3   | 4   | 1   | 7   | 8   |
| 16 | René Arnoux            | 25  | 11  | 10  | 22  | 11  | 18  | 19  | 2   | 5   | 10  | 1   | 1   | 2   | 8   | 7   |
| 17 | Jan Lammers            | 21  | 21  | 21  | 14  | 24  | 21  | NQ  | 21  | 21  | 20  | 23  | 23  | NQ  | 21  | NQ  |
| 18 | Elio De Angelis        | 16  | 20  | 15  | 20  | 22  | 24  | NQ  | 24  | 12  | 21  | 22  | 22  | 24  | 23  | 20  |
| 19 | Alex-Dias Ribeiro      |     |     |     |     |     |     |     |     |     |     |     |     |     | NQ  | NQ  |
| 20 | James Hunt             | 18  | 10  | 13  | 8   | 15  | 9   | 10  |     |     |     |     |     |     |     |     |
| 20 | Keke Rosberg           |     |     |     |     |     |     |     | 16  | 14  | 17  | 12  | 8   | 23  | NQ  | 12  |
| 22 | Derek Daly             | 24  | 23  | NQ  | 24  | NQ  | NQ  | NQ  |     |     |     |     |     |     |     |     |
| 22 | Patrick Gaillard       |     |     |     |     |     |     |     | NQ  | 23  | NQ  | 24  | NQ  |     |     |     |
| 22 | Marc Surer             |     |     |     |     |     |     |     |     |     |     |     |     | NQ  | NQ  | 21  |
| 24 | Arturo Merzario        | 22  | NQ  | NQ  | 22  | NQ  | NQ  |     | NQ  | NQ  | NQ  | NQ  | NQ  | NQ  | NQ  | NQ  |
| 24 | Gianfranco Brancatelli |     |     |     |     |     |     | NPQ |     |     |     |     |     |     |     |     |
| 25 | Patrick Depailler      | 2   | 2   | 5   | 4   | 2   | 2   | 3   |     |     |     |     |     |     |     |     |
| 25 | Jacky Ickx             |     |     |     |     |     |     |     | 14  | 17  | 14  | 21  | 20  | 11  | 16  | 24  |
| 26 | Jacques Laffite        | 1   | 1   | 6   | 5   | 1   | 1   | 5   | 8   | 10  | 3   | 8   | 7   | 7   | 5   | 4   |
| 27 | Alan Jones             | 15  | 13  | 19  | 10  | 13  | 4   | 9   | 7   | 1   | 2   | 2   | 2   | 4   | 1   | 1   |
| 28 | Clay Regazzoni         | 17  | 17  | 22  | 15  | 14  | 8   | 16  | 9   | 4   | 6   | 6   | 3   | 6   | 3   | 5   |
| 29 | Riccardo Patrese       | 13  | 16  | 16  | 9   | 16  | 16  | 15  | 19  | 19  | 19  | 13  | 19  | 17  | 14  | 19  |
| 30 | Jochen Mass            | 14  | 19  | 20  | 13  | 17  | 22  | 8   | 22  | 20  | 18  | 20  | 18  | 21  | NQ  | NQ  |
| 31 | Héctor Rebaque         | 19  | NQ  | 23  | 23  | 23  | 15  |     | 23  | 24  | 24  | NQ  | 24  | NQ  | 22  | NQ  |
| 33 | Gianfranco Brancatelli |     |     |     |     | NQ  | NQ  |     |     |     |     |     |     |     |     |     |
| 35 | Bruno Giacomelli       |     |     |     |     |     | 14  |     | 17  |     |     |     |     | 18  |     | 18  |
| 36 | Vittorio Brambilla     |     |     |     |     |     |     |     |     |     |     |     |     | 22  | 18  | NQ  |
| Nº | Pilota                 | ARG | BRA | RSA | USW | ESP | BEL | MON | FRA | GBR | GER | AUT | NED | ITA | CAN | USA |

## Classifiche

### Classifica piloti
I punti erano attribuiti con il seguente metodo: 9 al primo classificato, 6 al secondo, 4 al terzo, 3 al quarto, 2 al quinto e 1 al sesto. Per l'assegnazione del Campionato erano validi i 4 migliori risultati delle prime sette gare ed i migliori quattro risultati delle ultime otto. La stagione infatti prevedeva un totale di sedici gran premi, ma il G.P. di Svezia, previsto come ottavo, fu annullato. Tra parentesi sono indicati i punti totali conquistati dal pilota, fuori dalle parentesi quelli validi per il Campionato.
(Legenda) (risultati in grassetto indicano la pole position, risultati in corsivo indicano il giro veloce)
| Pos. | Pilota                 |     |     |     |     |     |     |     |     |     |     |     |     |     |     |     | Punti   |
| ---- | ---------------------- | --- | --- | --- | --- | --- | --- | --- | --- | --- | --- | --- | --- | --- | --- | --- | ------- |
| 1    | Jody Scheckter         | Rit | 6   | 2   | 2   | 4   | 1   | 1   | 7   | 5   | 4   | 4   | 2   | 1   | 4   | Rit | 51 (60) |
| 2    | Gilles Villeneuve      | Rit | 5   | 1   | 1   | 7   | 7*  | Rit | 2   | 14* | 8   | 2   | Rit | 2   | 2   | 1   | 47 (53) |
| 3    | Alan Jones             | 9   | Rit | Rit | 3   | Rit | Rit | Rit | 4   | Rit | 1   | 1   | 1   | 9   | 1   | Rit | 40 (43) |
| 4    | Jacques Laffite        | 1   | 1   | Rit | Rit | Rit | 2   | Rit | 8   | Rit | 3   | 3   | 3   | Rit | Rit | Rit | 36      |
| 5    | Clay Regazzoni         | 10  | 15  | 9   | Rit | Rit | Rit | 2   | 6   | 1   | 2   | 5   | Rit | 3   | 3   | Rit | 29 (32) |
| 6    | Patrick Depailler      | 4   | 2   | Rit | 5   | 1   | Rit | 5*  |     |     |     |     |     |     |     |     | 20 (22) |
| 7    | Carlos Reutemann       | 2   | 3   | 5   | Rit | 2   | 4   | 3   | 13* | 8   | Rit | Rit | Rit | 7   | Rit | Rit | 20 (25) |
| 8    | René Arnoux            | Rit | Rit | Rit | NP  | 9   | Rit | Rit | 3   | 2   | Rit | 6   | Rit | Rit | Rit | 2   | 17      |
| 9    | John Watson            | 3   | 8   | Rit | Rit | Rit | 6   | 4   | 11  | 4   | 5   | 9   | Rit | Rit | 6   | 6   | 15      |
| 10   | Didier Pironi          | Rit | 4   | Rit | SQ  | 6   | 3   | Rit | Rit | 10  | 9   | 7   | Rit | 10  | 5   | 3   | 14      |
| 11   | Jean-Pierre Jarier     | Rit | Rit | 3   | 6   | 5   | 11  | Rit | 5   | 3   |     |     | Rit | 6   | Rit | Rit | 14      |
| 12   | Mario Andretti         | 5   | Rit | 4   | 4   | 3   | Rit | Rit | Rit | Rit | Rit | Rit | Rit | 5   | 10* | Rit | 14      |
| 13   | Jean-Pierre Jabouille  | Rit | 10  | Rit | NP  | Rit | Rit | NC  | 1   | Rit | Rit | Rit | Rit | 14* | Rit | Rit | 9       |
| 14   | Niki Lauda             | Rit | Rit | 6   | Rit | Rit | Rit | Rit | Rit | Rit | Rit | Rit | Rit | 4   | SP  |     | 4       |
| 15   | Elio De Angelis        | 7   | 12  | Rit | 7   | Rit | Rit | NQ  | 16  | 12  | 11  | Rit | Rit | Rit | Rit | 4   | 3       |
| 16   | Nelson Piquet          | Rit | Rit | 7   | 8   | Rit | Rit | Rit | Rit | Rit | 12* | Rit | 4   | Rit | Rit | Rit | 3       |
| 17   | Jacky Ickx             |     |     |     |     |     |     |     | Rit | 6   | Rit | Rit | 5   | Rit | Rit | Rit | 3       |
| 18   | Jochen Mass            | 8   | 7   | 12  | 9   | 8   | Rit | 6   | 15  | Rit | 6   | Rit | 6   | Rit | NQ  | NQ  | 3       |
| 19   | Hans-Joachim Stuck     | NP  | Rit | Rit | SQ  | 14  | 8   | Rit | NP  | NQ  | Rit | Rit | Rit | 11  | Rit | 5   | 2       |
| 20   | Riccardo Patrese       | NP  | 9   | 11  | Rit | 10  | 5   | Rit | 14  | Rit | Rit | Rit | Rit | 13  | Rit | Rit | 2       |
| 21   | Emerson Fittipaldi     | 6   | 11  | 13  | Rit | 11  | 9   | Rit | Rit | Rit | Rit | Rit | Rit | 8   | 8   | 7   | 1       |
| 22   | Héctor Rebaque         | Rit | NQ  | Rit | Rit | Rit | Rit |     | 12  | 9   | Rit | NQ  | 7   | NQ  | Rit | NQ  | 0       |
| 23   | Patrick Tambay         | Rit | Rit | 10  | Rit | 13  | NQ  | NQ  | 10  | 7*  | Rit | 10  | Rit | Rit | Rit | Rit | 0       |
| 24   | Ricardo Zunino         |     |     |     |     |     |     |     |     |     |     |     |     |     | 7   | Rit | 0       |
| 25   | Geoff Lees             |     |     |     |     |     |     |     |     |     | 7   |     |     |     |     |     | 0       |
| 26   | Derek Daly             | 11  | 13  | NQ  | Rit | NQ  | NQ  | NQ  |     |     |     | 8   |     |     | Rit | Rit | 0       |
| 27   | James Hunt             | Rit | Rit | 8   | Rit | Rit | Rit | Rit |     |     |     |     |     |     |     |     | 0       |
| 28   | Jan Lammers            | Rit | 14  | Rit | Rit | 12  | 10  | NQ  | 18  | 11  | 10  | Rit | Rit | NQ  | 9   | NQ  | 0       |
| 29   | Keke Rosberg           |     |     |     |     |     |     |     | 9   | Rit | Rit | Rit | Rit | Rit | NQ  | Rit | 0       |
| 30   | Vittorio Brambilla     |     |     |     |     |     |     |     |     |     |     |     |     | 12  | Rit | NQ  | 0       |
| 31   | Patrick Gaillard       |     |     |     |     |     |     |     | NQ  | 13  | NQ  | Rit | NQ  |     |     |     | 0       |
| 32   | Bruno Giacomelli       |     |     |     |     |     | Rit |     | 17  |     |     |     |     | Rit | NPR | Rit | 0       |
| 33   | Arturo Merzario        | Rit | NQ  | NQ  | Rit | NQ  | NQ  |     | NQ  | NQ  | NQ  | NQ  | NQ  | NQ  | NQ  | NQ  | 0       |
| 34   | Marc Surer             |     |     |     |     |     |     |     |     |     |     |     |     | NQ  | NQ  | Rit | 0       |
| 35   | Gianfranco Brancatelli |     |     |     |     | NQ  | NQ  | NPQ |     |     |     |     |     |     |     |     | 0       |
| 36   | Alex-Dias Ribeiro      |     |     |     |     |     |     |     |     |     |     |     |     |     | NQ  | NQ  | 0       |
| Pos. | Pilota                 |     |     |     |     |     |     |     |     |     |     |     |     |     |     |     | Punti   |

| Legenda | 1º posto     | 2º posto | 3º posto    | A punti         | Senza punti/Non class.  | Grassetto – Pole position Corsivo – Giro più veloce |
| Legenda | Squalificato | Ritirato | Non partito | Non qualificato | Solo prove/Terzo pilota | Grassetto – Pole position Corsivo – Giro più veloce |

* Indica quei piloti che non hanno terminato la gara ma sono ugualmente classificati avendo coperto, come previsto dal regolamento, almeno il 90% della distanza totale.

### Classifica costruttori
Vengono sommati i punti delle prime due vetture giunte al traguardo, per ciascun costruttore. Non ci sono scarti.
(Legenda) (risultati in grassetto indicano la pole position, risultati in corsivo indicano il giro veloce)
| Pos. | Costruttore        | Pilota        | ARG | BRA | RSA | USW | ESP | BEL | MON | FRA | GBR | GER | AUT | NED | ITA | CAN | USE | Punti |
| ---- | ------------------ | ------------- | --- | --- | --- | --- | --- | --- | --- | --- | --- | --- | --- | --- | --- | --- | --- | ----- |
| 1    | Ferrari            | Scheckter     | Rit | 6   | 2   | 2   | 4   | 1   | 1   | 7   | 5   | 4   | 4   | 2   | 1   | 4   | Rit | 113   |
| 1    | Ferrari            | G. Villeneuve | Rit | 5   | 1   | 1   | 7   | 7*  | Rit | 2   | 14* | 8   | 2   | Rit | 2   | 2   | 1   | 113   |
| 2    | Williams-Ford      | Jones         | 9   | Rit | Rit | 3   | Rit | Rit | Rit | 4   | Rit | 1   | 1   | 1   | 9   | 1   | Rit | 75    |
| 2    | Williams-Ford      | Regazzoni     | 10  | 15  | 9   | Rit | Rit | Rit | 2   | 6   | 1   | 2   | 5   | Rit | 3   | 3   | Rit | 75    |
| 3    | Ligier-Ford        | Depailler     | 4   | 2   | Rit | 5   | 1   | Rit | 5*  |     |     |     |     |     |     |     |     | 61    |
| 3    | Ligier-Ford        | Ickx          |     |     |     |     |     |     |     | Rit | 6   | Rit | Rit | 5   | Rit | Rit | Rit | 61    |
| 3    | Ligier-Ford        | Laffite       | 1   | 1   | Rit | Rit | Rit | 2   | Rit | 8   | Rit | 3   | 3   | 3   | Rit | Rit | Rit | 61    |
| 4    | Lotus-Ford         | Andretti      | 5   | Rit | 4   | 4   | 3   | Rit | Rit | Rit | Rit | Rit | Rit | Rit | 5   | 10* | Rit | 39    |
| 4    | Lotus-Ford         | Reutemann     | 2   | 3   | 5   | Rit | 2   | 4   | 3   | 13* | 8   | Rit | Rit | Rit | 7   | Rit | Rit | 39    |
| 4    | Lotus-Ford         | Rebaque       | Rit | NQ  | Rit | Rit | Rit | Rit |     | 12  | 9   | Rit | NQ  | 7   |     |     |     | 39    |
| 5    | Tyrrell-Ford       | Pironi        | Rit | 4   | Rit | SQ  | 6   | 3   | Rit | Rit | 10  | 9   | 7   | Rit | 10  | 5   | 3   | 28    |
| 5    | Tyrrell-Ford       | Jarier        | Rit | Rit | 3   | 6   | 5   | 11  | Rit | 5   | 3   |     |     | Rit | 6   | Rit | Rit | 28    |
| 5    | Tyrrell-Ford       | Lees          |     |     |     |     |     |     |     |     |     | 7   |     |     |     |     |     | 28    |
| 5    | Tyrrell-Ford       | Daly          |     |     |     |     |     |     |     |     |     |     | 8   |     |     | Rit | Rit | 28    |
| 6    | Renault            | Jabouille     | Rit | 10  | Rit | NP  | Rit | Rit | NC  | 1   | Rit | Rit | Rit | Rit | 14* | Rit | Rit | 26    |
| 6    | Renault            | Arnoux        | Rit | Rit | Rit | NP  | 9   | Rit | Rit | 3   | 2   | Rit | 6   | Rit | Rit | Rit | 2   | 26    |
| 7    | McLaren-Ford       | Watson        | 3   | 8   | Rit | Rit | Rit | 6   | 4   | 11  | 4   | 5   | 9   | Rit | Rit | 6   | 6   | 15    |
| 7    | McLaren-Ford       | Tambay        | Rit | Rit | 10  | Rit | 13  | NQ  | NQ  | 10  | 7*  | Rit | 10  | Rit | Rit | Rit | Rit | 15    |
| 8    | Brabham-Alfa Romeo | Lauda         | Rit | Rit | 6   | Rit | Rit | Rit | Rit | Rit | Rit | Rit | Rit | Rit | 4   |     |     | 7     |
| 8    | Brabham-Alfa Romeo | Piquet        | Rit | Rit | 7   | 8   | Rit | Rit | Rit | Rit | Rit | 12* | Rit | 4   | Rit |     |     | 7     |
| 9    | Arrows-Ford        | Patrese       | Rit | 9   | 11  | Rit | 10  | 5   | Rit | 14  | Rit | Rit | Rit | Rit | 13  | Rit | Rit | 5     |
| 9    | Arrows-Ford        | Mass          | 8   | 7   | 12  | 9   | 8   | Rit | 6   | 15  | Rit | 6   | Rit | 6   | Rit | NQ  | NQ  | 5     |
| 10   | Shadow-Ford        | Lammers       | Rit | 14  | Rit | Rit | 12  | 10  | NQ  | 18  | 11  | 10  | Rit | Rit | NQ  | 9   | NQ  | 3     |
| 10   | Shadow-Ford        | De Angelis    | 7   | 12  | Rit | 7   | Rit | Rit | NQ  | 16  | 12  | 11  | Rit | Rit | Rit | Rit | 4   | 3     |
| 11   | ATS-Ford           | Stuck         | NP  | Rit | Rit | SQ  | 14  | 8   | Rit | NP  | NQ  | Rit | Rit | Rit | 11  | Rit | 5   | 2     |
| 12   | Fittipaldi-Ford    | E. Fittipaldi | 6   | 11  | 13  | Rit | 11  | 9   | Rit | Rit | Rit | Rit | Rit | Rit | 8   | 8   | 7   | 1     |
| 12   | Fittipaldi-Ford    | Ribeiro       |     |     |     |     |     |     |     |     |     |     |     |     |     | NQ  | NQ  | 1     |
| 13   | Brabham-Ford       | Lauda         |     |     |     |     |     |     |     |     |     |     |     |     |     | SP  |     | 0     |
| 13   | Brabham-Ford       | Zunino        |     |     |     |     |     |     |     |     |     |     |     |     |     | 7   | Rit | 0     |
| 13   | Brabham-Ford       | Piquet        |     |     |     |     |     |     |     |     |     |     |     |     |     | Rit | Rit | 0     |
| 14   | Wolf-Ford          | Hunt          | Rit | Rit | 8   | Rit | Rit | Rit | Rit |     |     |     |     |     |     |     |     | 0     |
| 14   | Wolf-Ford          | Rosberg       |     |     |     |     |     |     |     | 9   | Rit | Rit | Rit | Rit | Rit | NQ  | Rit | 0     |
| 15   | Ensign-Ford        | Daly          | 11  | 13  | NQ  | Rit | NQ  | NQ  | NQ  |     |     |     |     |     |     |     |     | 0     |
| 15   | Ensign-Ford        | Gaillard      |     |     |     |     |     |     |     | NQ  | 13  | NQ  | Rit | NQ  |     |     |     | 0     |
| 15   | Ensign-Ford        | Surer         |     |     |     |     |     |     |     |     |     |     |     |     | NQ  | NQ  | Rit | 0     |
| 16   | Merzario-Ford      | Merzario      | Rit | NQ  | NQ  | Rit | NQ  | NQ  |     | NQ  | NQ  | NQ  | NQ  | NQ  | NQ  | NQ  | NQ  | 0     |
| 16   | Merzario-Ford      | Brancatelli   |     |     |     |     |     |     | NPQ |     |     |     |     |     |     |     |     | 0     |
| 17   | Rebaque-Ford       | Rebaque       |     |     |     |     |     |     |     |     |     |     |     |     | NQ  | Rit | NQ  | 0     |
| 18   | Alfa Romeo         | Giacomelli    |     |     |     |     |     | Rit |     | 17  |     |     |     |     | Rit |     | Rit | 0     |
| 18   | Alfa Romeo         | Brambilla     |     |     |     |     |     |     |     |     |     |     |     |     | 12  | Rit | NQ  | 0     |
| 19   | Kauhsen-Ford       | Brancatelli   |     |     |     |     | NQ  | NQ  |     |     |     |     |     |     |     |     |     | 0     |
| Pos. | Costruttore        | Motore        | ARG | BRA | RSA | USW | ESP | BEL | MON | FRA | GBR | GER | AUT | NED | ITA | CAN | USE | Punti |

* Indica quei piloti che non hanno terminato la gara ma sono ugualmente classificati avendo coperto, come previsto dal regolamento, almeno il 90% della distanza totale.

## Gare non valide per il Mondiale
La stagione presentò tre appuntamenti non validi per il campionato. Uno di questi si svolse sul Circuito di Imola, in seguito all'accordo tra l'AC Milano e l'AC Bologna, in merito all'alternanza tra Monza e Imola quali sedi del Gran Premio d'Italia. L'Italia ospitò così per la prima volta una gara non valida per il campionato, dal Gran Premio Repubblica Italiana, corso nel 1972, sul Circuito di Vallelunga. Le altre due date previste per gran premi non iridati furono occupate da gare britanniche: la tradizionale Race of Champions a Brands Hatch e una gara dedicata alla memoria di Gunnar Nilsson, pilota svedese deceduto per un tumore, da correre a Donington Park. La FISA, dopo aver depennato il Gran Premio di Svezia dal calendario iridato, confermò comunque la possibilità per l'Automobile Club di Svezia di tenere una gara non valida per il mondiale alla data prevista del 16 giugno. Questa possibilità però non si concretizzò.
La Race of Champions, che avrebbe dovuto svolgersi il 18 marzo, ma venne posticipata al 15 aprile, per la neve che colpì il circuito britannico.
Il Gunnar Nilsson Memorial Trophy, inizialmente inserito nel calendario degli appuntamenti non validi per il mondiale non venne sanzionato dalla FIA come un gran premio, e per tale ragione si decise di trasformarla in una gara a cronometro. Ciò però porto molte delle vetture, già presenti sul circuito, ad abbandonare la competizione.
| Gara | Gran Premio                    | Data         | Circuito     | Pole Position     | Giro veloce       | Vincitore         | Costruttore        | Resoconto |
| ---- | ------------------------------ | ------------ | ------------ | ----------------- | ----------------- | ----------------- | ------------------ | --------- |
| 1    | Race of Champions              | 15 aprile    | Brands Hatch | Mario Andretti    | Nelson Piquet     | Gilles Villeneuve | Ferrari            | Resoconto |
| 2    | Gunnar Nilsson Memorial Trophy | 3 giugno     | Donington    |                   |                   | Alan Jones        | Williams-Ford      | Resoconto |
| 3    | Gran Premio Dino Ferrari       | 16 settembre | Imola        | Gilles Villeneuve | Gilles Villeneuve | Niki Lauda        | Brabham-Alfa Romeo | Resoconto |

Nella stagione venne disputata anche la seconda edizione della Formula Aurora in cui venivano schierate anche vetture di Formula 1.
La Race of Champions fu valida anche come terza prova di questo campionato.